# パルティア

アルサケス朝
اشکانیان (Ashkâniân)

紀元前50年頃のパルティアの領域

パルティア（英: Parthia、紀元前247年 - 紀元後224年）は、古代イランの王朝。王朝の名前からアルサケス朝（アルシャク朝）とも呼ばれ、日本語ではしばしばアルサケス朝パルティアという名前でも表記される。古代中国では安息と呼称された。
前3世紀半ばに中央アジアの遊牧民の族長アルサケス1世（アルシャク1世）によって建国され、ミトラダテス1世（ミフルダート1世、在位：前171年-前138年）の時代以降、現在のイラク、トルコ東部、イラン、トルクメニスタン、アフガニスタン西部、パキスタン西部にあたる、西アジアの広い範囲を支配下に置いた。前1世紀以降、地中海世界で勢力を拡大するローマと衝突し、特にアルメニアやシリア、メソポタミア、バビロニアの支配を巡って争った。末期には王位継承を巡る内乱の中で自立したペルシスの支配者アルダシール1世（在位：226年-240年）によって滅ぼされ、新たに勃興したサーサーン朝に取って代わられた。

## 概要
パルティアという名称は、元来イラン高原北東部に位置する一地方名であり、アケメネス朝（前550年頃 - 前330年）時代にはパルサワという名前で記録に登場する。アルサケス朝という王朝の名前は、建国者とされるアルサケス1世（古代ギリシア語：アルサケース、Ἀρσάκης Arsakēs、パルティア語：アルシャク、 𐭀𐭓𐭔𐭊、Aršak）から来ている。彼は中央アジアの遊牧民の一派、パルニ氏族の族長であり、前3世紀半ばにパルティア地方を征服してこの王朝を打ち立てた。以降、歴代の王たちは彼の名前、アルサケスを代々受け継いだ。
ミトラダテス1世（ミフルダート1世、在位：前171年-前138年）の時代には、シリアに本拠地を置くセレウコス朝からメディアとメソポタミア、バビロニアを奪い取り、その領土は大幅に拡大した。最盛期には、その支配はユーフラテス川の北、現在のトルコ中央東部から、東はイラン高原にまで達した。パルティアの支配地は、地中海のローマと、中国の漢朝の間の交易路であるシルクロード上に位置しており、交易と商業の中心となった。
パルティア人は様々な地域的文化を持つ領域を支配し、ペルシアやギリシア、そして更に各地の文化から、芸術、建築、宗教的信条、王権観など様々な要素を採用した。アルサケス朝の治世の前半には、宮廷はギリシア文化の要素を強く採用しており、王達は「ギリシア愛好者（ΦΙΛΕΛΛΗΝΟΣ）」という称号をコインに刻んだ。そして時代が進むにつれイラン的伝統が徐々に復活した。
アルサケス朝の支配者はかつてのアケメネス朝やセレウコス朝の王たちと同じく「諸王の王」という称号を帯びた。アルサケス朝の勢力が拡大するとともに、中央政府の拠点はニサからティグリス河畔のクテシフォン（テーシフォーン、現在のイラク、バグダードの南）に移されたが、他の複数の都市も首都として機能していた。
パルティアの初期の敵は西ではセレウコス朝、東ではスキタイ人であった。パルティアの建国当初、セレウコス朝はパルティアを服属させるべくたびたび遠征を行った。その後パルティアの優勢は確実なものとなり、セレウコス朝はローマによって滅ぼされた。パルティアとローマが西アジアで互いに勢力を拡張した結果、両者は各地で衝突するようになった。パルティアとローマはともに、自らの属王としてアルメニア王を擁立しようと競い合った。パルティアは前53年にカルラエの戦いでマルクス・リキニウス・クラッスス率いるローマ軍を完全に撃破し、前40年から前39年にかけては、テュロス市を除くレヴァント地方をローマから奪い取った。しかしその後、ローマの反撃によってシリアから撃退された。2世紀以降の戦争では、たびたびメソポタミアとバビロニアにローマ軍が侵入し、数度にわたり首都のセレウキアとクテシフォンを占領された。また、王位をめぐるパルティア人同士の間の頻繁な内戦は、国家の安定にとって外国の侵略よりも重大な影響を及ぼした。
最終的にパルティアはファールス地方のエスタフルの支配者、アルダシール1世が反逆し、分裂していたパルティアの王の一人、アルタバノス4世（アルタバーン4世）が224年に戦いに敗れ殺害されたことで滅亡した。だが、アルサケス家の分流がアルメニア、イベリア、コーカサスのアルバニアの王家としてその後も生き残った。
パルティアの歴史は不明瞭な部分が多い。パルティア自身が残した史料は、後のサーサーン朝や、かつてのアケメネス朝の史料に比べ乏しく、散在する楔形文字粘土板文書、オストラコン、碑文、コイン（ドラクマ貨）、幸運にも生き残ったいくつかの羊皮紙文書が残されるのみである。後のイスラーム時代のイランではパルティアの歴史の大部分は忘れ去られ、非常に大雑把で不正確な記録しか残されていない。このため、その歴史のほとんどは外国の記録を通してのみ知ることができる。この外国史料は主にギリシアとローマの歴史書であるが、中国の漢朝によって残された記録もある。またパルティアの芸術作品は、その文書史料の存在しない社会および文化的な側面を理解するための有用な情報源であると現代の歴史家たちによって評価されている。

## 歴史

### 起源と建国

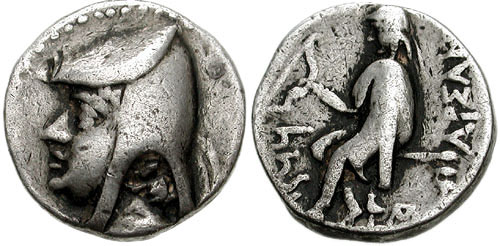
アルサケス1世（アルシャク1世、在位：前247年-前211年）のドラクマ銀貨。ギリシア文字で彼の名前（ΑΡΣΑΚΟΥ）が刻まれている。

初代王とされるアルサケス1世は、アルサケス朝を創設する前は、古代中央アジアのイラン系部族で、ダハエ氏族連合に属する遊牧民パルニ氏族の族長であった。イラン北東部に位置するパルティア地方は、かつてはアケメネス朝の、その後セレウコス朝の支配下にあった。前3世紀半ば頃、東方におけるセレウコス朝の支配は弱体化しつつあり、前250年頃にはバクトリアのサトラップ（総督）であったディオドトス1世がセレウコス朝の支配から独立した。続いて、パルティア地方ではやはりサトラップであったアンドラゴラスが、前240年代初頭にセレウコス朝から離脱した。
アルサケス1世と、その弟のティリダテス1世（ティルダート1世）は、このアンドラゴラスを破ってパルティア地方を支配下に置いた。これがパルティア王国（アルサケス朝）の成立である。しかし、この出来事が正確にいつ頃の事であるのかはわかっていない。アルサケス朝の宮廷はアルサケス起源の初年を前247年に設定したが、これがアンドラゴラスを打倒した年であるかどうかはわからない。アルサケス1世は、未だ位置不明のアサークというパルティアの都市で即位式を行った。
アルサケス1世とティリダテス1世の関係、アルサケス1世の死、その後継者が誰なのかという問題についてもはっきりとはわかっておらず、後継者は弟であるティリダテス1世である可能性と、ティリダテス1世の息子アルサケス2世（アルシャク2世、アルタバノスとも）である可能性がある。アルサケス朝の王たちは全て、初代王の名前アルサケス（アルシャク）を受け継いだ。このため、「英雄」という意味を持つこの名前は個人名ではなく、王を意味する普通名詞であったとする考え方もある。このことから、アルサケス1世と当初より行動を共にし、その弟であるとされるティリダテス1世は、実際にはアルサケス1世と同一人物であるとする説もあった。現在では、後のパルティア王プリアパティオスが、アルサケス1世の甥の子孫であると示すオストラコンが発見されていることから、やはりこの二人は別個の人物であるという見解が一般的である。

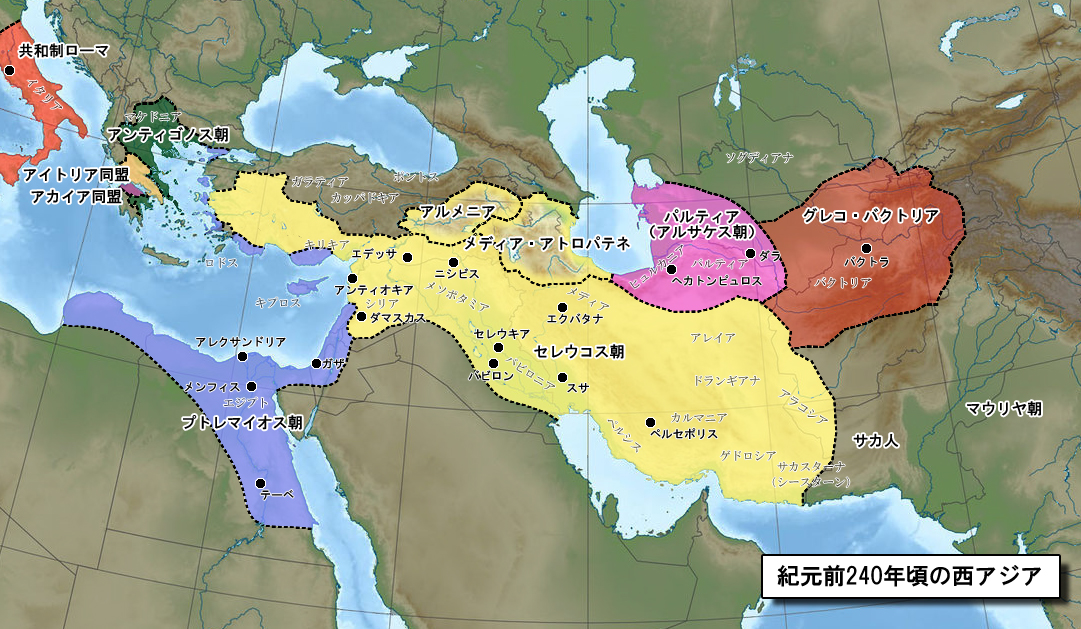
紀元前240年頃の西アジア。

セレウコス朝に西側からエジプト王プトレマイオス3世（在位：前246年-前222年）が侵入し、第三次シリア戦争（前246年-前241年）が勃発したことで、アルサケス1世とティリダテス1世に有利な環境が生まれ、彼らはしばらくの間パルティアとヒュルカニアで地歩を固めることができた。この戦争は、バクトリアにおいてもディオドトス1世が政権を安定させ、グレコ・バクトリア王国を形成することを可能とした。パルティアはディオドトス1世の後継者、ディオドトス2世との間に対セレウコス朝の同盟を結んだが、アルサケス1世（またはティリダテス1世）はセレウコス2世（在位：前246年-前225年）の軍勢によって一時的にパルティアから駆逐された。そして遊牧民アパシアカエの中で亡命生活をしばらく送った後、反撃に転じてパルティアを再占領した。セレウコス2世の後継者アンティオコス3世（大王、在位：前222年-前187年）は、軍をメディアで発生していたモロンの反乱の鎮圧にあてていたため、即座に反撃に出ることはできなかった。
情勢が安定すると、アンティオコス3世はパルティアとバクトリアを再び支配下に置くべく、前210年から前209年にかけて大規模な遠征を開始した。彼は目的を達成できなかったが、新たにパルティア王となっていたアルサケス2世は和平交渉でアンティオコス3世を上位者と認めた。そして代償として王（希：Basileus、バシレウス）の称号が付与された。 セレウコス朝は前190年のマグネシアの戦いで共和制ローマに敗れ、その脅威によってそれ以上パルティアでの出来事に介入することはできなくなっていた。パルティアではプリアパティオス（在位：前191年-前176年頃）がアルサケス2世の跡を継いだが、史料からは彼が「アルサケス1世の甥の子孫」であることと、アルサケス2世の後継者であったこと以外何もわからない。続いてプラアテス1世（フラハート1世、在位：前176年-前171年頃）がパルティア王位に昇った。プラアテス1世はセレウコス朝の干渉を受けることなくパルティアを統治した。

### 拡大と統合

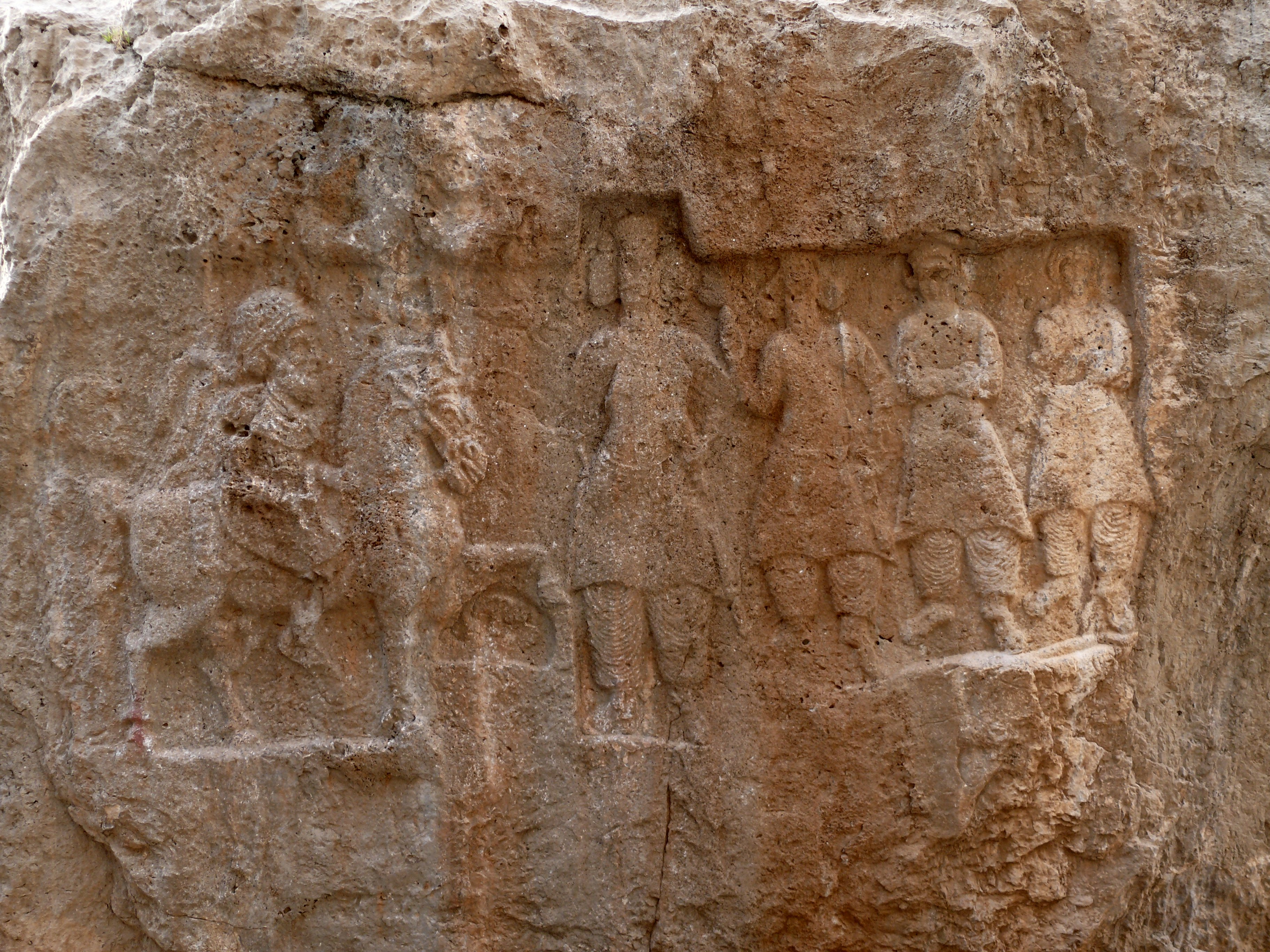
岩に刻まれたミトラダテス1世（ミフルダート1世、在位：前171年頃-前138年）のレリーフ。王が乗馬している場面。イラン、フーゼスターン州、イゼー市、コング＝エ・アズダール（Kong-e Aždar）

プラアテス1世はかつてのアレクサンドロスの門を超えて位置不明のアパメア・ラギアナ市を占領し、パルティアの支配を拡大したと記録されている。だが、本格的にパルティアの勢力が拡大してその領土が広がったのは、彼の弟であり後継者であるミトラダテス1世（ミフルダート1世、在位：前171年-前138年頃）の治世中である。カトウジアンは彼をアケメネス朝の創設者キュロス2世（大王、前530年死去）に例えており、日本の研究者山本由美子は「真の意味でのパルティア帝国の建設者であった」と評している。
グレコ・バクトリアで内紛が発生し、ディオドトス2世の王位がエウクラティデス1世（在位：前170年-145年頃）に奪われた後、ミトラダテス1世はバクトリアからタプリナとトラクシアナという二つの州を奪取した。その後、ミトラダテス1世の視線は西方に転じた。当時セレウコス朝のアンティオコス4世はユダヤ人の反乱に対応するためにパレスチナに軍を集結させていたが、この間にアルメニア王アルタクシアス1世と、メディア王ティマルコスがセレウコス朝の統制下から離れたため、これらを鎮撫すべく遠征を開始した。アンティオコス4世はアルメニアを抑え、メディアの首都エクバタナ、ペルシスのペルセポリスを経てエリュマイスへ進軍したが、現地人の抵抗によって敗退し、ガバエ（現：イスファハーン）で倒れた。パルティアのミトラダテス1世は、前161年には東側からメディアに侵入し、前155年までにメディア王ティマルコスを倒してメディアを征服した。この勝利に続いて、更に肥沃なメソポタミアを目指し、前141年までにはバビロニアを征服した。彼は前141年にセレウキアでコインを鋳造し、公的な即位式を行っている。その後ミトラダテス1世は東部での問題の対応のためにヒュルカニアへと戻ったが、残された軍隊はエリュマイスとカラケネを征服し、スサ市を占領した。歴史家オロシウスの記録では、ミトラダテス1世の時代にはヒュダスペス川からインダス川の間の一切の民族を支配したとも言う。これは実際にはペルシアのある川からインダス川にいたる、古来争奪されていた地域を漠然と表現したものであると推定されている。
セレウコス朝では前142年に首都アンティオキアで将軍のディオドトス・トリュフォンが反乱を起こしたため、このパルティアの進撃に対応することができなかった。しかし、前140年までにはデメトリオス2世がメソポタミアでパルティアに対する反撃を開始した。パルティアは当初不利であったが、ミトラダテス1世はこれを撃退することに成功し、デメトリオス2世自身を捕らえてヒュルカニアに連行した。ミトラダテス1世は虜囚となったデメトリオス2世を王者として扱い、娘のロドグネと結婚させた。
ミトラダテス1世の治世の間、ヘカトンピュロスがパルティアの最初の首都として機能していたが、彼はセレウキア、エクバタナ、クテシフォン、新たに建設した都市ミトラダトケルタ（トルクメニスタンのニサ）にも王宮を建設した。ミトラダトケルタにはその後アルサケス朝の王たちの墓が建設された。エクバタナはアルサケス朝の王族たちの主たる夏宮となった。クテシフォンはゴタルゼス1世（ゴータルズ1世、在位：前90年-前80年頃）の治世まで公式な首都とはならなかったと思われるが、歴史学者のマリア・ブロシウス（Maria Brosius）によればこの地は戴冠式を執り行う場所となり、アルサケス朝を代表する都市であった。
歴史学者のA.D.H.ビヴァールは、このミトラダテス1世の治世最後の年である紀元前138年が「パルティアの歴史の中で正確に確定できる最初の年」であるとしており、デベボイスもまた前137年/前138年のミトラダテス1世の死が「貨幣と楔形文字の記録を元に確定されたパルティアの最も古い年代である。」としている。

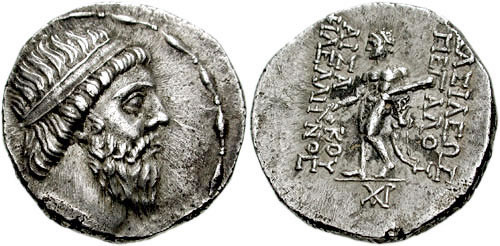
パルティア王ミトラダテス1世のドラクマ貨。髭を蓄え、ディアディムをかぶっている。

ミトラダテス1世の跡を継いだのは幼い王子プラアテス2世（フラハート2世、在位：138年-前129年）であった。一方、セレウコス朝ではデメトリオス2世の兄弟のアンティオコス7世（在位：前138年-前129年）が王位を引き継いだと想定される。彼はデメトリオス2世の妻、クレオパトラ・テアと結婚した。ディオドトス・トリュフォンの反乱を完全に鎮圧した後、前130年にアンティオコス7世はパルティアの支配下にあるメソポタミアを奪回するための遠征を開始した。パルティアの将軍イダテスは大ザブ川沿いで撃破され、その後バビロニアでも反乱が発生して将軍エニウスがセレウキアの住民によって殺害された。アンティオコス7世はバビロニアを征服し、スサも占領してその地でコインを発行した。その後、彼の軍隊がメディアへ進軍すると、パルティアは和平を求めた。アンティオコス7世が提示した和平の条件は、アルサケス朝がパルティア地方を除く全ての土地を譲渡し、莫大な賠償金を払い、デメトリオス2世を虜囚から解放するという過酷なものであった。パルティアはデメトリオス2世を解放しセレウコス朝の本国シリアへ送ったが、他の要求は拒否した。だがアンティオコス7世と彼の軍勢は、メディアで越冬する間に物資を使い果たし、住民から厳しい徴発を行ったために、前129年の春までにメディア人が公然と反逆し始めた。アンティオコス7世がこの反乱の鎮圧を試みている間にパルティア軍の主力がメディアに押し寄せ、彼を殺害した。パルティアはアンティオコス7世の死体を銀の棺に入れてシリアに送り返し、彼の幼い息子のセレウコスを捕らえた。そしてアンティオコス7世に同行していたデメトリオス2世の娘もこの時捕らえ、彼女はプラアテス2世の後宮に入った。

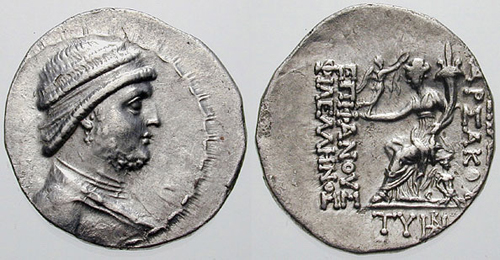
ミトラダテス2世（在位：前124年-前90年頃）のドラクマ貨

こうしてパルティアは西方における失地を回復したが、別の脅威が東方で生じていた。既に前177年から前176年にかけ、匈奴の遊牧民部族連合が、遊牧民の月氏を、現在の中国西北部の甘粛省にあった彼らの故地から追いやっていた。月氏は西へ逃れバクトリアに移住し、サカ（スキタイ）人の部族を放逐した。サカ人は更に西へと追い立てられ、パルティアの北東国境地帯へ侵入していた。かつて、ミトラダテス1世はこれに対処するため、メソポタミアを征服した後ヒュルカニアへ戻ることを余儀なくされた。
このサカ人は、プラアテス2世の時代にはアンティオコス7世と戦うパルティア軍に傭兵として加わったが、彼らは実際の戦闘には間に合わなかった。このためプラアテス2世は彼らに賃金を支払うことを拒否したが、結果としてサカ人たちは反乱を起こした。プラアテス2世は捕虜にしたセレウコス朝の元兵士たちをこれに当てて鎮圧しようとしたが、彼らは非常に冷遇されており、パルティア人の戦列がぐらついたのを見ると、瞬く間にサカ人の下へと寝返った。この結果、プラアテス2世は彼らによってその軍隊もろとも虐殺された。ローマ人の歴史家、ユスティヌスは彼の叔父で、次の王になったアルタバノス1世（アルタバーン1世、在位：前128年-前124年頃）が、東方の遊牧民との戦いの中で前任者と同様の運命を辿ったことを報告している。それによれば、アルタバノス1世はトカロイ族（吐火羅、月氏と推定される）によって殺害された。なお、ビヴァールはユスティヌスはトカロイ族にサカ人たちを含めていると考えている。
同じ頃、プラアテス2世によってバビロニア総督に任命されていたヒメロスはペルシア湾岸のカラクス・スパシヌに拠点を置くヒスパオシネス統治下のカラケネ王国を征服するように命じられた。しかし、この企ては失敗し、逆にヒスパネシオスが前127年にバビロニアに侵入、セレウキアを占領した。
前124年に新たな王となったミトラダテス2世（ミフルダート2世、在位：前124年-前90年頃）は、同名の王ミトラダテス1世と同じく傑出した王として数えられている。彼はヒスパネシオスをバビロニアから排除し、パルティアの宗主権下に置いた。また、シースターンでサカ人によって失われた領土を回復した。
ミトラダテス2世は前113年にドゥラ・エウロポスを占領してパルティアの支配を更に西方まで拡大した後、アルメニア王国を攻撃した。彼はアルメニア王アルタヴァスデス1世を撃破して廃位し、その息子ティグラネスを人質とした。このティグラネスは後のアルメニア王ティグラネス2世（大王、在位：前95年頃-前55年）である。

#### インド・パルティア王国
紀元前1世紀、現在のアフガニスタンとパキスタンにまたがる地域に、歴史学者によってインド・パルティア王国と呼ばれるパルティア人の政権が成立した。アゼス2世、もしくはゴンドファルネス（ゴンドファレス）などの王たちが建設したこの王国は、カーブル周辺のギリシア人の王国を滅ぼし、インダス川河口部のサカ人たちも支配下に置いていた。インド・パルティアの王ゴンドファルネスはギリシア語とインドの現地語で「諸王の王（basileōs basileōn/maharaja rajatiraja）」と刻んだコインを発行し、大王（maharaya）と称する碑文も残している。このインド・パルティア王国と、一般にパルティア王国と呼ばれる西アジアの王国の関係は明瞭ではない。ビヴァールはこの二つの国家は政治的に同一と考えられると主張している。

### ローマとの戦争と交渉
北部インドで月氏のクシャーナ朝が成立した結果、パルティアの東部国境の大部分が安定した。この結果、前1世紀半ばのパルティアは主としてローマに対して積極策に出て、西部国境の安全を勝ち取ることに集中した。ミトラダテス2世がアルメニアを征服した翌年、ユーフラテス川でパルティアの外交官オロバズスとローマのキリキア属州総督（プロコンスル）ルキウス・コルネリウス・スッラが会談した。この会談で、両者は恐らくユーフラテス川をパルティアとローマの国境とすることに合意した。ただし複数の学者が、スッラはこの条項をローマ本国に伝達する権限しか持っていなかったと主張している。
その後、パルティアはシリアでセレウコス朝のアンティオコス10世（在位：前95年-前92年?）と戦い、彼を殺害した。最末期のセレウコス朝の君主の一人、デメトリオス3世はバロエア（現：アレッポ）の包囲を試みたが、パルティアは現地住民に援軍を送り、デメトリオス3世を撃退した。

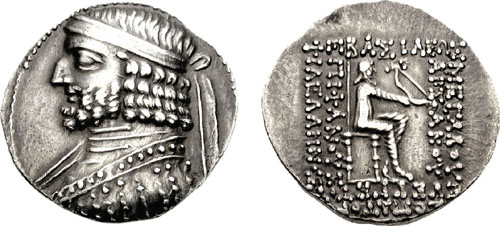
オロデス1世（ウロード1世、在位：前90年頃-前80年頃）のドラクマ貨

ミトラダテス2世の治世の後、パルティアの王権は分裂したように思われる。バビロニアをゴタルゼス1世が、王国の東部をオロデス1世 （ウロード1世、在位：前90年頃-前80年頃）が、それぞれ分割して統治した。この分割統治体制はパルティアを弱体化させ、アルメニア王ティグラネス2世が西部メソポタミアでパルティアの領土を切り取ることを可能とした。この時失われた領土はシナトルケス王（サナトルーク、在位：前78年頃-前71年頃）の治世までパルティアに戻らなかった。
アナトリア地方ではローマとポントス王国の間で戦争が勃発した（第三次ミトラダテス戦争）。ポントス王ミトラダテス6世（在位：前119年-前93年）と同盟を結んでいたアルメニア王ティグラネス2世はローマに対する同盟をパルティアに依頼したが、パルティア王シナトルケスは救援を拒否した。前69年、ローマの将軍ルキウスがアルメニアの首都ティグラノケルタに進軍したため、ポントス王ミトラダテス6世とアルメニア王ティグラネス2世は再びパルティアのプラアテス3世（フラハート3世、在位：前71年-前58年）に援軍を依頼した。しかし、結局プラアテス3世はどちらにも援軍を送ることはなく、ティグラノケルタ陥落の後に、ユーフラテス川がパルティアとローマの国境であることを再確認する協定を結んだ。
この混乱の中でアルメニア王ティグラネス2世の息子である小ティグラネスは父親からの王位簒奪を企んで失敗した。彼はパルティア王プラアテス3世の下へ逃亡し、彼を説得してアルメニアの新たな首都、アルタクシャタに進軍することを決意させた。この進軍とその後の包囲は失敗し、小ティグラネスは今度はローマの将軍ポンペイウスの下へと逃亡した。彼はポンペイウスにアルメニアの道案内をすると約束した。しかし、ティグラネス2世がローマの属王となることを受け入れると、小ティグラネスは人質としてローマに送られた。プラアテス3世はポンペイウスに小ティグラネスを自身の下へ送還するよう要求したが、ポンペイウスは拒否した。この結果、プラアテス3世はゴルデュエネ（現：トルコ南東部）への侵攻を開始した。これはローマの執政官（コンスル）ルキウス・アフラニウスによって排除されたと伝わる。

#### クラッススとアントニウスとの戦い
プラアテス3世は息子のオロデス2世（ウロード2世、在位：前57年頃-前37年頃）とミトラダテス3世（ミフルダート3世、在位：前57年頃-前55年）によって暗殺された。その後すぐに二人の兄弟は争いを始め、敗れたミトラダテス3世はメディアからローマ領シリアへと逃げ込んだ。彼はローマのシリア属州総督（プロコンスル）アウルス・ガビニウスの支援を得たが、プトレマイオス朝（エジプト）の王プトレマイオス12世（在位：前80年-前58年、前55年-前51年）が多額の謝礼金を積んで反乱の鎮圧支援をガビニウスに依頼すると、ガビニウスはエジプトへ転身した。ミトラダテス3世はローマがあてにならないことを悟ると自力での再起を目論んで故国へと戻った。彼は当初バビロニアの征服に成功し、前55年までセレウキアでコインを発行している。この年、オロデス2世の将軍がセレウキアを再占領し、ミトラダテス3世は処刑された。この将軍の名前はスレナス（スーレーン氏族の者の意）という彼の出身氏族名でのみ知られている。
新たにローマのシリアの属州総督（プロコンスル）となり、三頭政治の一角でもあったマルクス・リキニウス・クラッススは、前53年に遅ればせながらミトラダテス3世の支援のためパルティアへの侵攻を開始した。彼がカルラエ（現：トルコ南東部、ハッラーン）に進軍した時、オロデス2世はシリアをスレナスに任せ、ローマの同盟者であったアルメニア王アルタヴァスデス2世（在位：前53年-前34年）とローマの間を断ち切るべくアルメニアへ進軍した。そしてアルタヴァスデス2世に、パルティアの王太子パコルス1世（前38年死去）とアルタヴァスデス2世の姉妹との婚姻同盟を結ぶように説得した。一方、スレナスの軍勢はカルラエで4倍もの数を誇ったクラッススのローマ軍を撃破してパルティアの威信を高めた（カルラエの戦い）。敗れたクラッススは講和の席で部下によって殺害された。
カルラエにおけるクラッススの敗北は、ローマにとっては史上最も大きな軍事上の敗北の一つである。パルティアはローマと同等の勢力というまでではないにせよ、勝利によってその威信を強固なものとした。従卒や捕虜、貴重なローマの戦利品を携えて、スレナスはセレウキアまで700キロメートルの道のりを凱旋し勝利を祝った。だが、王位に対するスレナスの野心を恐れたオロデス2世は、この後間もなくスレナスを処刑した。

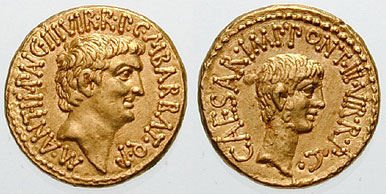
マルクス・アントニウス（左）とオクタウィアヌス（右）の肖像が刻まれたローマのアウレウス貨。前43年のオクタウィアヌス、アントニウス、レピドゥスによる第二回三頭政治の確立を祝って前41年に発行された。

クラッススに対する勝利で勢いづいたパルティアは西アジアにおけるローマ領の奪取を試みた。王太子パコルス1世と彼の将軍オサケスはシリアを襲撃し、前51年にはアンティオキアまで達した。しかし、彼らはガイウス・カッシウス・ロンギヌスに撃退され、その待ち伏せによりオサケスが殺害された。前49年以降、ポンペイウスがユリウス・カエサルと戦ったローマの内戦ではパルティアはポンペイウス側に味方した。ポンペイウスはカエサルに敗れ、カエサルがローマで独裁的な権力を握ったが、彼は前44年に暗殺された。その後のフィリッピの戦い（前42年）の際にはブルトゥスとロンギヌスたちは、カエサルの後継者オクタウィアヌスに対抗するための援軍をパルティアに求めた。ブルトゥスらの敗死によってこの援軍は実現しなかったが、この時使者としてパルティアに派遣されたクィントゥス・ラビエヌスは、前40年にパルティア軍の司令官パコルス1世に随伴してローマ領シリアに侵攻した。三頭政治の一角、マルクス・アントニウスはイタリアへ進発するためにパルティア軍からのローマ領防衛を指揮することができなかった。シリアがパコルス1世の軍勢に占領された後、ラビエヌスはパルティア軍の主力の一部を率いてアナトリアに侵攻し、パコルス1世とその将軍バルザファルネスがローマ領のレヴァント地方へ侵攻した。ラビエヌスはアナトリアのほぼ全ての都市を占領し、パコルス1世は地中海の海岸に沿って、南はプトレマイス（現：イスラエル領アッコ）に至る全ての都市を、ティルス市を除いて制圧した。ユダエア（ユダヤ）では、親パルティア派のアンティゴノス2世マッタティアス（在位：前40年-前37年）率いるユダヤ人が、パルティア軍と共に、ローマ派の大祭司ヨハネ・ヒュルカノス2世、ファサエル、そしてヘロデらの指揮するユダヤ人を打ち破った。アンティゴノス2世マッタティアスはユダエアの王となり、ヘロデはマサダの砦へと逃亡した。
しかし、パルティアは間もなくローマの反撃によってレヴァント地方から放逐された。マルクス・アントニウスの部下プブリウス・ウェンティディウス・バッススは、前39年にキリキア門の戦い（現：トルコ領メルシン県）でラビエヌスを破ってこれを処刑した。その後すぐに、ファルナパテス率いるシリアのパルティア軍もアマヌス街道の戦いでウェンティディウスによって打ち破られた。この結果、パコルス1世は一時的にシリアから撤退した。彼は前38年の春に再びシリアに入り、アンティオキアの北東にあるギンダロス山の戦いでウェンティディウスに相対した。パコルス1世はこの戦いの最中戦死し、パルティア軍はユーフラテス川を渡って後退した。彼の死は老齢のオロデス2世にとり重大な痛手であったであろう。彼はパコルス1世に代わる新たな後継者としてプラアテス4世（フラハート4世、在位：前38年-前2年頃）を選んだ。

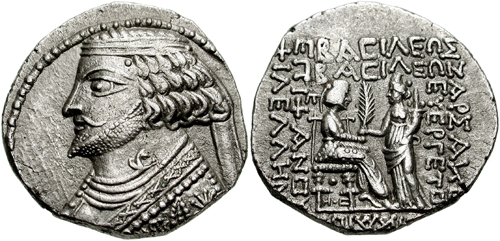
パルティア王プラアテス4世（フラハート4世、在位：前38年-前2年頃）のドラクマ貨

しかしプラアテス4世は間もなく父親を殺害し、即位直後には兄弟たちを殺害すると共に、数多くのパルティア貴族を追放した。彼らのうちの一人、モナエセスはローマのアントニウスの下へ逃げ、彼にパルティアへ侵攻するように説得した。状況有利と見たアントニウスはパルティアへの侵攻を決意した。アントニウスはユダヤのパルティア同盟者アンティゴノス2世を前37年に打倒し、ヘロデを属王としてユダヤの王に据えた。翌年、アントニウスはアルメニアのエルズルム市に進軍し、アルメニア王アルタヴァスデス2世にローマとの同盟を強要した。アントニウスはパルティアと同盟を結んだメディア・アトロパテネ（現：イラン、アーザルバーイジャーン）の王、アルタヴァスデス1世を攻撃した。目的は現在では位置不明となっているその首都、プラースパを占領することであった。しかし、プラアテス4世はアントニウス軍の後方を襲って孤立化させ、プラースパ包囲も撃退した。アルメニア王アルタヴァスデス2世は戦闘の前後にアントニウスの軍を見限って逃亡していた。パルティアはアントニウス軍をアルメニアへの撤退に追い込むことに成功し、退却路で更なる襲撃を続けた。大きな損害を受けたローマ軍は最終的にシリアへと帰還した。この後、アントニウスはローマ軍敗北の原因を作ったアルタヴァスデス2世を罠に誘いこみ、前34年にこれを捕縛してローマに送った後処刑した。アントニウスはアルメニアを平定し、プラアテス4世とメディア・アトロパテネ王アルタヴァスデス1世の関係が悪化すると、アルタヴァスデス1世との同盟を試みた。しかしアントニウスはオクタウィアヌスとの内戦に備えなければならず、この企ては前33年にアントニウスと彼の軍勢がアルメニアから撤退した時に放棄された。前31年にアントニウスがオクタウィアヌスに敗れエジプトで自殺する前後、パルティアと結んだアルタクシアス2世がアルメニア王位を得た。

#### アルメニアを巡るローマとの対立
前31年のアクティウムの海戦でアントニウスを破ったのに続き、オクタウィアヌスは彼の政治的権威を統合し、前27年には元老院によってアウグストゥス（尊厳者）と名付けられ、ローマの初代皇帝となった。同じ頃、パルティアではティリダテス2世（ティルダート2世）が反乱を起こし短期間支配権を得たが、プラアテス4世はスキタイ系遊牧民の支援を得て迅速に支配権を回復した。ティリダテス2世はプラアテス4世の息子の一人を連れ去ってローマに逃亡した。前20年に交渉の場が持たれ、プラアテス4世は連れ去られた息子の解放のために尽力した。ローマは解放の見返りとして前53年にカルラエで失われたレギオン（ローマ軍団）の軍旗と、生存していた当時の捕虜の返還を受けた。プラアテス4世はこの交換条件は王子を奪還するためには小さな代償であると考えた。アウグストゥスは軍旗の返還をパルティアに対する政治的勝利として歓迎した。この政治的勝利はプロパガンダとして記念コインが発行され、軍旗を収める新たな神殿も建設された。同様にプリマポルタのアウグストゥス像の胸当てにもその場面が再現された。

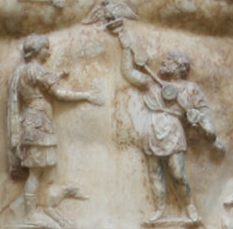
プリマポルタのアウグストゥス像の胸当てのクローズアップ。マルクス・リキニウス・クラッススがカルラエで失った軍旗をパルティア人の男性がアウグストゥスに返還している。

アウグストゥスはこの王子とともに、プラアテス4世にイタリア人の女奴隷を贈った。彼女は後にパルティアの王妃ムサとなる。彼女の子供プラアタケスが無事に王位を継承することを確実にするために、ムサはプラアテス4世に対し、他の息子たちを人質としてアウグストゥスに送るように説得した。アウグストゥスはこの人質もプロパガンダとして活用し、レス・ゲスタエ・ディヴィ・アウグスティに偉大な業績として列挙している。プラアタケスがプラアテス5世（フラハート5世、在位：前2年頃-後4年頃）として王位に就いた時、ムサはこの自分自身の息子と結婚し、彼とともに統治した。パルティアの貴族たちはこの近親相姦関係を拒否し、二人は追放されるかまたは殺害された。。プラアテス5世の後に王座に据えられたオロデス3世（ウロード3世）は僅か2年で真偽の疑わしい残虐行為を理由に排除された。続いて、パルティアからローマに人質として送られていたプラアテス4世の息子を送り返すよう要請が行われ、これを受けて帰国したヴォノネス1世（在位：6年-12年）が王となった。だが、彼はローマ滞在中にローマの行動様式・習慣を身に着けており、そのローマ志向に怒るパルティアの貴族たちは、他の王位継承候補者であるアルタバノス2世（アルタバーン2世、在位：10年頃-38年頃）を支持し、彼はヴォノネス1世を破って国外へと追い出した。ヴォノネス1世はアルメニアに逃走し、当時空位だったアルメニアの王位を手に入れたが、アルタバノス2世の圧力で西暦15年か16年にはその地位を追われ、ローマへと逃走した。
アルタバノス2世の治世中、ユダヤ人平民の兄弟、アニライとアシナイ（アニラエウスとアシナエウス）がネハルダ（現：イラク、ファルージャ近郊）からやってきて、パルティアのバビロニア総督に対する反乱を引き起こした。総督が打ち破られた後、二人の兄弟は他の場所に反乱が飛び火するのを恐れたアルタバノス2世によって正式にバビロニアを統治する権利を付与された。その後アニライのパルティア人妻は、異教徒と結婚したことでアシナイがアニライを攻撃するだろうという恐れから、アシナイを毒殺した。最終的に、アニライはアルタバノス2世の義理の息子との武力衝突に巻き込まれ、彼によって排除された。ユダヤ人政権が瓦解すると、バビロニア人は現地のユダヤ人コミュニティを嫌うようになり、セレウキア市へ強制的に移住させた。西暦35年から36年にかけてセレウキア市がパルティアに対して反乱を起こした時、このユダヤ人たちは今度は当地のギリシア人とアラム人によって再び追放された。追放されたユダヤ人はクテシフォン、ネハルダ、そしてニシビスへと逃れた。

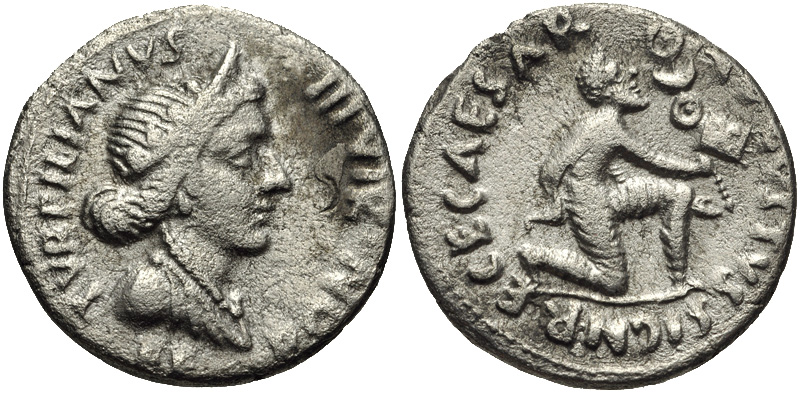
アウグストゥス治世の前19年に打刻されたデナリウス貨。フェロニア女神が表面に描かれ、背面にはパルティア人の男が跪き、カルラエの戦いで奪取したローマ軍旗を差し出している。

直接の戦闘こそ避けられたが、パルティア王アルタバノス2世とローマ皇帝ティベリウス（在位：14年-37年）は、互いに自分の意のままになる人物をアルメニア王に擁立しようと、周辺諸国を巻き込みつつアルメニア情勢への介入を繰り返した。更にローマは自らの同盟者としてパルティアを統治させるため、人質としていたパルティアの王子、ティリダテス3世（ティルダート3世）を開放してバビロニアに送り込んだ。アルタバノス2世は一時ヒュルカニアまで撤退を余儀なくされたが、間もなくその地から動員した軍隊を用いてティリダテス3世を王座から排除した。
38年にアルタバノス2世が死去すると、ゴタルゼス2世（ゴータルズ2世）が兄弟のアルタバノスを殺害し権力を握った。もう一人の兄弟、ヴァルダネス1世は一時逃亡したが、ゴタルゼス2世と対立する貴族たちによって呼び戻され、1年後にはヴァルダネス1世が王位を奪い取った。その後も両者の戦いは、西暦48年頃にヴァルダネス1世が暗殺されるまで続いた。西暦49年、パルティアの貴族たちは権力を握ったゴタルゼス2世に対抗するため、ローマ皇帝クラウディウス（在位：41年-54年）に人質となっていた王子メヘルダテスを解放することを懇願した。しかしメヘルダテスを擁立する試みは、エデッサ総督であるアディアベネのモノバゾスの子イザテス2世たちが裏切った事で失敗に終わった。メヘルダテスは捕らわれてゴタルゼス2世の下へ送られ、生きていることは許されたが耳を切断された。この処置は彼が王座を継ぐ資格を喪失させるものであった（パルティア王位に就くためには五体満足である必要があった。）。

ローマとパルティアの戦争 (58年-63年)における最初の2年間のアルメニア王国での軍団の移動図。アルメニアでのローマの攻撃の詳細と、グナエウス・ドミティウス・コルブロによる占領

ゴタルゼス2世は51年頃に死去し、ヴォノネス2世の数カ月の治世の後、ヴォロガセス1世（ワルガシュ1世、在位：51年頃-77年頃）が即位した。ヴォロガセス1世はアルメニアの混乱に乗じて、兄弟のティリダテス（ティルダート）をその王位につけることを計画し、実際にアルメニア王ティリダテス1世として即位させた。これによってアルサケス朝のアルメニア王家が誕生し、パルティアはアルメニアを（短期間の中断を挟みつつも）確固とした支配の下に置いた。アルメニアのアルサケス王家はパルティアの滅亡後も存続した。そして、アルサケス王家はアルメニア以外の周辺国にも確立された。グルジアでもアルサケス朝のイベリア王国が成立し、コーカサスのアルバニアでも、アルサケス朝のアルバニア王家が継続した。
アルメニアの事件がローマに伝わると、ローマ人はただちに介入の準備を始めた。グナエウス・ドミティウス・コルブロが指揮官に任命され、シリアに軍団を集結させた。一方、ヴォロガセス1世は55年に息子のヴァルダネス2世の反乱に直面し、軍勢をアルメニアから撤退させた。彼は当初ローマに人質を送って妥協姿勢を示したが、反乱の鎮圧前後から、ローマに対して強硬姿勢を取り始め、アルメニアが完全にパルティアの物であることを主張した。このため、ローマ軍司令官コルブロは本格的に戦争の準備を始め、58年にはアルメニアへの侵攻を開始したこの戦争でパルティア軍と、アルサケス朝のアルメニア軍は敗退し、ティグラネス5世がローマによってアルメニア王に擁立された。しかし、ヴォロガセス1世はパルティア貴族たちの前で、改めて弟のティリダテス1世がアルメニアの正統な王であることを宣言し、反撃に転じた。パルティアはコルブロの後任者ルキウス・カエセンニウス・パエトゥスに大勝し、アルメニアを回復することができた（ローマとパルティアの戦争 (58年-63年)）。この結果結ばれた63年の和平条約で、パルティアとローマの間に妥協点が見出された。アルメニア王位はアルサケス朝のティリダテス1世のものとなるが、その代わり彼はネアポリス（ナポリ）市とローマ市の両方で、ローマ皇帝ネロ（在位：54年-68年）によって正式なアルメニア王として戴冠され、頭上に王環（ディアディム）を授けられることが合意された。アルメニアで妥協が成立した後、パルティアとローマの和平は長く続いた。このためローマによるパルティアについての記録は乏しくなり、かえってこの時期のパルティア史の詳細は不明瞭となる。ヴォロガセス1世の治世がいつごろまで続いたのかも明確ではないが、79年か80年頃までであろうとされる。

#### トラヤヌスの侵入

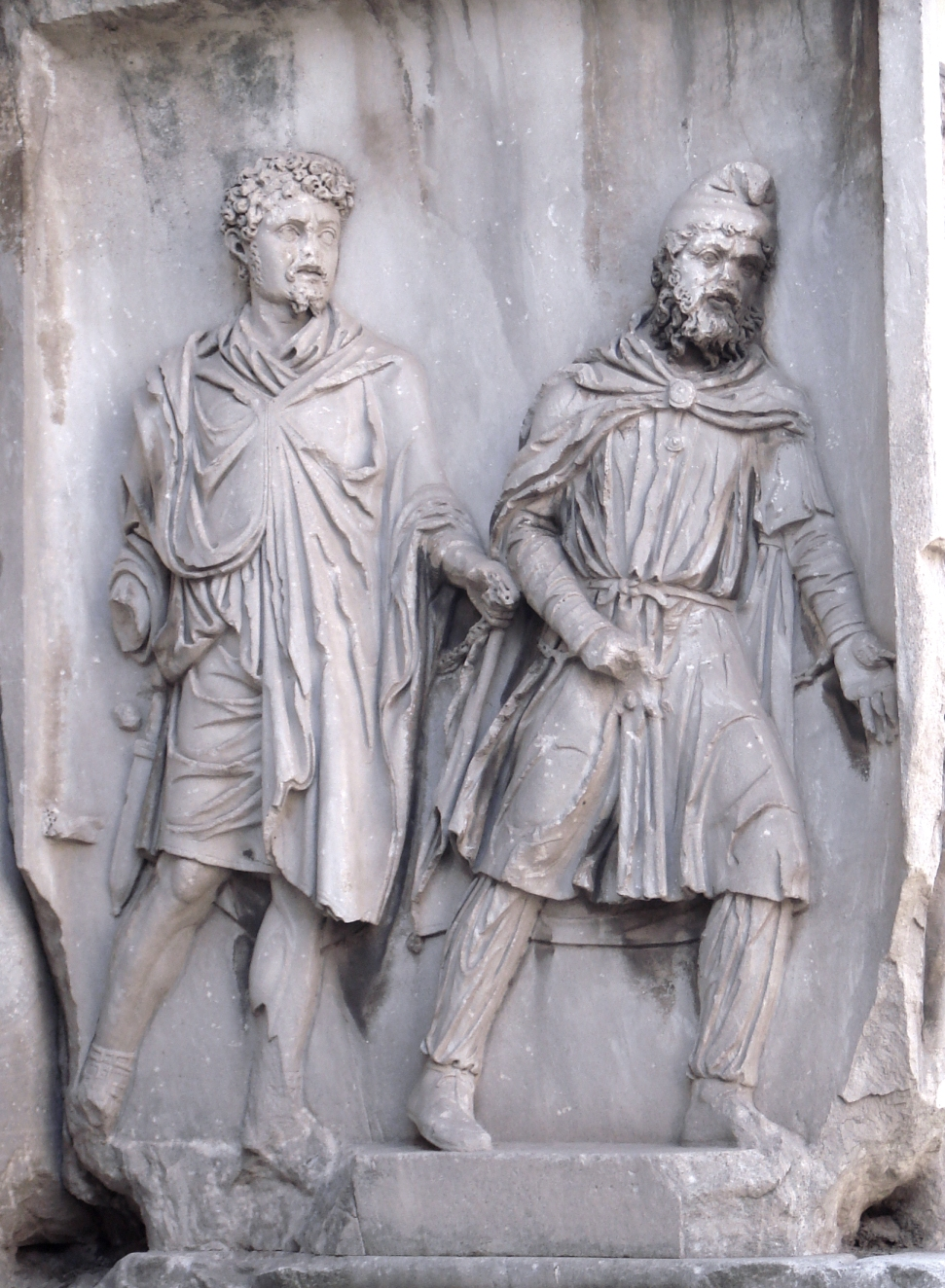
フリュギア帽をかぶったパルティア人（右）。ローマによって捕虜として鎖に繋がれている様子が描かれている（左）。セプティミウス・セウェルスの凱旋門。203年。

ヴォロガセス1世の治世末期、少なくとも78年4月からセレウキアでパコルス2世（在位：78年頃～115年頃）が王としてコインを発行しているのが確認されている。彼とヴォロガセス1世の関係は確執があったであろうこと以外ほとんど何もわからない。80年から81年にかけては別の王位主張者、アルタバノス3世（アルタバーン3世、在位：80年頃-81年頃）がやはりセレウキアでコインを発行している。パコルス2世は82年か83年までには対立する王たちを駆逐していたが、長期に渡る統治にもかかわらずセレウキア、クテシフォンでの彼のコイン発行には空白期間が数多く見られ、支配は安定しなかったと見られる。105年か106年にはパコルス2世と対立する王としてヴォロガセス3世（ワルガシュ3世、在位：105年頃-147年）が登場し、109年か110年にはパコルス2世の兄弟か義兄弟のオスロエス1世も王としてコインを発行し始めた。年代を記録したパコルス2世のコインは97年を最後に、一度の例外を除き途絶えているが、101年に後漢に使者を派遣した安息（パルティア）王満屈復はパコルス2世であると推定され、またローマで皇帝トラヤヌス（在位：98年-117年）に反抗したダキア人デケバルスがパコルス2世へ使者を送っていることなどから、対抗者が立った後もしばらくの間は王として地位を維持していたと見られる。この間のパルティアの事情はほとんど詳らかでない。
110年代初頭、パルティア王オスロエス1世がアルメニアの王位継承に介入し、ローマと相談することなくアルメニア王シナトルケスを廃立し、パコルス2世の息子アクシダレスを擁立すると、ローマ皇帝トラヤヌスは軍事介入を決定し、再びローマとの戦いが始まった。113年、オスロエス1世はこのローマ軍の脅威を受けてアクシダレスを廃位し、代わってやはりパコルス2世の息子で、アクシダレスの兄弟であるパルタマシリスを改めてアルメニア王とし、トラヤヌスが戴冠するという妥協案を提示した。トラヤヌスはこの提案を拒絶し、前114年春にはシリアのアンティオキアに移動、5月にはアルメニアとの国境の都市サタラに着陣して、ドナウ方面からの分遣隊を含む8個ローマ軍団からなる空前の規模のローマ軍を集結させた。トラヤヌスがアルメニアに侵入を開始するとパルタマシリスは戦わずに降伏したが処刑され、アルメニアがローマの属州であることが宣言された。ローマ軍はルシウス・クイエトゥスの指揮でアディアベネの領域にあったニシビスも占領した。これは北メソポタミアの平原を横切る全ての主要街道を確保するために不可欠であった。
翌年、トラヤヌスはメソポタミアに侵攻したが、アディアベネのメバルサペスによる微弱な抵抗しか受けなかった。メバルサペスが打ち破られた後、オスロエネのアブガルス7世はローマに鞍替えすることを決定し、トラヤヌスによって地位を安堵された。トラヤヌスは115年から116年にかけての冬をアンティオキアで過ごし、116年春に遠征を再開した。ユーフラテス川を下って進軍し、アディアベネの主要都市を占領した後、ドゥラ・エウロポス、そして首都クテシフォンとセレウキアを占領し、更にカラケネを服属させた。こうしてティグリス川とユーフラテス川の河口部までがローマの占領下に入り、オスロエス1世は逃走した。
ここまでの過程で、パルティアによる組織的な抵抗はほとんどなされなかった。これは同時期にパルティアが分裂と内戦に直面していたためであると考えられる。メソポタミア侵攻に対し僅かでもローマ軍に抵抗したのはオスロエス1世であったが、セレウキアでのコインの発行状況から、ヴォロガセス3世とオスロエス1世との激しい争いが継続していたことは明らかであり、パコルス2世もまだ生存して権力を主張していた可能性もある。
ローマ軍に奪われた領土を奪回するためオスロエス1世の甥のシナトルケス2世が各地で反ローマ反乱を扇動し、軍を東パルティアに集めた。しかし、シナトルケス2世への援軍を率いて合流したオスロエス1世の息子パルタマスパテスはシナトルケス2世と対立し、彼を裏切ってトラヤヌスと通じた。結果としてシナトルケス2世は死亡し、パルタマスパテスはトラヤヌスによって116年にクテシフォンでパルティア王に戴冠された。
トラヤヌスが北へ戻ると、バビロニアの住民はローマ軍の守備隊に対し反乱を起こした。トラヤヌスは占領地の主要部分を属王に与えると、117年にメソポタミアから撤退し、交通上の要路であるハトラの再占領に着手した。トラヤヌスの撤退は（彼の意図としては）一時的なものであった。なぜならば彼は118年にパルティアへの攻撃を再開し「パルティア人を真に服属させる」つもりであったためである。だが、トラヤヌスは健康を損ない、117年8月に死亡した。
遠征の最中、トラヤヌスはパルティクス（Parthicus）の称号を元老院から付与され、コインでパルティアの征服を宣言している。4世紀の歴史家、エウトロピウスとフェスティスはトラヤヌスはメソポタミア下流にローマの属州を設置しようと試みたのだと主張している。

#### トラヤヌス後のローマとの争い
トラヤヌスの後継者ハドリアヌス（在位：117年-138年）はローマとパルティアの国境がユーフラテス川であることを再度主張し、ローマの軍事資源が限られていることからメソポタミアへの侵攻は行わなかった。以降、ローマとの衝突を除き、パルティア史に関する具体的な情報はほとんど残されていない。
パルティアではトラヤヌスの退却後パルタマスパテスがたちまち王位を追われた。彼はハドリアヌスの下へ逃げ込み、ローマの手によってオスロエネの王とされた。その後のパルティアではオスロエス1世とヴォロガセス3世の権力闘争が続いていたと見られる。詳細は不明だが、コインの発行状況から見て次第にヴォロガセス3世が優勢となったと考えられ、オスロエス1世のコインは128年または129年のものを最後に発行されなくなった。また、同じくコインの発行状況から判断すれば、オスロエス1世の死からヴォロガセス3世の治世が終わるまでの間（128/129年～147年頃）、イラン高原ではヴォロガセス3世とは別にミトラダテス4世（ミフルダート4世）が王として君臨していた。しかし彼の統治についてはコイン以外何一つ情報が残されていない。
ヴォロガセス3世の死後、ヴォロガセス4世（ワルガシュ4世、在位：147年頃-191年頃）が登場した。ヴォロガセス4世は争いなくその王位を継承したと見られる。彼は長期に渡って王位を維持することに成功し、平和と安定の時代を用意した。だが、ヴォロガセス4世がアルメニア王を親ローマ的なソハエムスから新たにパルティアのアルサケス家から選ばれたパコルスに交代させ、更にローマの勢力圏内にあるエデッサを再奪取したことで、161年から166年まで続くローマとパルティアの戦争が始まった。ローマ皇帝マルクス・アウレリウス・アントニウス（在位：161年-180年）は共同皇帝のルキウス・ウェルス（在位：161年-169年）にシリアを守備させ、163年にマルクス・スタティウス・プリスクスをアルメニアに侵攻させた。続いて164年にはガイウス・アウィディウス・カッシウスがメソポタミアに侵攻した。
ローマ軍は165年にはセレウキアとクテシフォンを占領して焼き払った。だが、ローマ兵たちが命に関わる疫病（恐らくは天然痘）に罹患したため、撤退を余儀なくされた。この疫病は間もなくローマ世界に破壊的な影響を及ぼした。ローマ軍は撤退したが、この時以降シリアにあるドゥラ・エウロポスの町はローマの支配下に入った。166年にはカッシウスとマルティウス・ウェルスの指揮でメディア地方への侵攻が行われ、ルキウスはこれらの業績からパルティクス・マクシムス（最大のパルティア征服者、Parthicus Maximus）、及びメディクス（メディア征服者、Medicus）の称号を得た。175年にローマでカッシウスが皇帝を称し、マルクス・アウレリウス・アントニウスとの間で対立が生じると、パルティア王ヴォロガセス4世は内戦の気配を感じ取りローマに対し戦争を再開すると脅したが、カッシウスの反乱が短期間で終息したために結局戦端は開かれなかった。
191年9月ヴォロガセス5世（ワルガシュ5世、在位：191年-208年）が王となった。間もなくローマでセプティミウス・セウェルス（在位：193年-211年）、ディディウス・ユリアヌス（在位：193年）、ペスケンニウス・ニゲルらの間で内戦が勃発すると、ヴォロガセス5世はシリア総督だったニゲルを支援し、ローマの東方領土を切り取りにかかったが、ニゲルの敗北とその後のローマの反撃により、アディアベネが占領された。196年、セウェルスがローマ帝国内での更なる戦いのために西方に去ると、ヴォロガセス5世は再び攻勢に転じメソポタミアとアルメニアを奪回した。しかし、アディアベネでは現地の王ナルセスが親ローマ姿勢を見せた上、後方でペルシア人とメディア人が反乱を起こしたため、これらの鎮圧に全力を注がなければならなくなった。ヴォロガセス5世は最終的にホラーサーン地方で反乱軍を撃破し、アディアベネ王ナルセスも処刑して支配を回復することに成功した。
197年になると、ローマ国内を統合したセウェルス帝が再びパルティア領内に侵攻した。トラヤヌスの時と同じくローマ軍はユーフラテス川を下りセレウキアとクテシフォンを占領した。彼もまたパルティクス・マクシムス（Parthicus Maximus）という称号を得たが、198年の後半に撤退し、かつてのトラヤヌスのようにハトラを包囲したが失敗した。
セウェルス帝のローマ軍が撤退した後、パルティアについての情報は極端に少なくなる。ヴォロガセス5世が208年に死亡した後、ヴォロガセス6世（ワルガシュ6世）とアルタバノス4世（アルタバーン4世）の間で王位を巡る争いが発生した。アルタバノス4世は王国の東部の大部分を、ヴォロガセス6世はメソポタミアからバビロニアに至る地方を支配していた。ローマ皇帝カラカラ（在位：211年-217年）はこれに乗じて213年頃、オスロエネの王を廃して支配下に置き、アルメニアにも侵攻した。内戦を争う二人のパルティア王はこのローマの動きに対抗することはなかった。アルタバノス4世は216年までにメソポタミア地方にまで勢力を伸ばしたが、ヴォロガセス6世はなおセレウキアとクテシフォン周辺の支配を維持した。
カラカラはアルタバノス4世の娘の一人と結婚を要求した。だが、この結婚が承認されなかったためパルティアと開戦し、ティグリス川東のアルベラを占領してメソポタミア征服した。217年にカラカラが暗殺されると、跡を継いだマクリヌス（在位：217年-218年）は戦争の責任はカラカラにあるとして、アルタバノス4世に講和を申し入れたが、アルタバノス4世はこれを拒絶し、メソポタミアの返還と破壊された都市と要塞・陵墓の再建を要求した。最終的にアルタバノス4世はローマ軍を打ち破り、マクリヌスを敗走させることに成功した。アルタバノス4世はマクリヌスから2億セスティルティウス相当の贈り物を受け取って和平を結んだ。

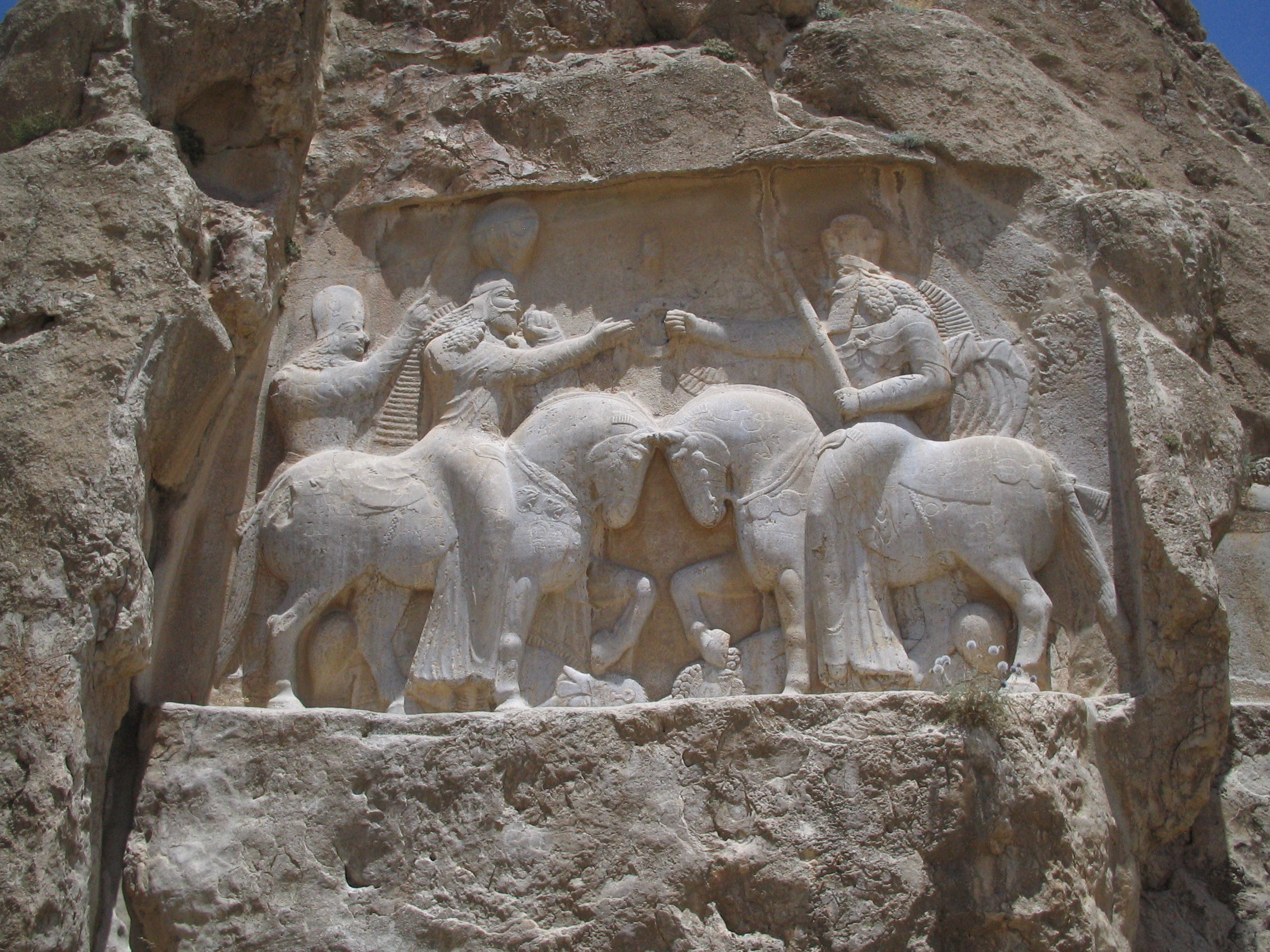
ナクシェ・ロスタムのサーサーン朝のレリーフ。アルダシール1世への王権授与。

### パルティアの滅亡
この勝利にもかかわらずパルティアはローマとの戦争によって弱体化し、サーサーン朝の勃興によって間もなく滅亡することになる。滅亡の経緯についても、はっきりとしたことはほとんどわかっていない。この頃、ペルシス（現在のイラン、ファールス州）がアルサケス朝の支配を脱し、エスタフルから周辺の領域を征服し始めていた。後世の伝承によれば、サーサーンの子とされるパーパクがペルシスで支配権を広げ、その後アルタバノス4世に対して自分の王国と占領地の後継者として息子のシャープールを承認するように要求したがアルタバノス4世はこれを拒否した。このためパーパクとアルタバノス4世との間で戦いが発生したが、ほどなくパーパクは死亡し、シャープールもすぐに死亡したため、パーパクの次子アルダシール1世が王となった。
アルタバノス4世はこれを鎮圧しようと試みたが、220年にはメディア、アディアベネ、ケルク・スルク（キルクーク）でも反乱が発生し、反乱者たちはアルダシール1世と手を結んだ。224年4月28日、アルタバノス4世はイスファハーンに近いホルミズダガンの戦いでアルダシール1世に敗れて戦死した。こうしてアルサケス朝は崩壊し、アルダシール1世が新たな王朝、サーサーン朝を打ち立てた。ただし、もう一人のパルティア王ヴォロガセス6世は228年までセレウキアでコインを発行し続けていたことが知られている。

## 史料
パルティア史は僅かな現地史料と外国の記録や各種の考古学的遺物を利用して復元されている。パルティア宮廷では文書記録が保持されていたが、パルティア人は公式の歴史記録を残さなかった。パルティア人自身による史料は乏しく、利用できる記録はイラン史の他のどの時代よりも少ない。パルティアについての同時代史料の大部分はギリシア語とラテン語の文献、およびパルティア語とアラム語の碑文である。

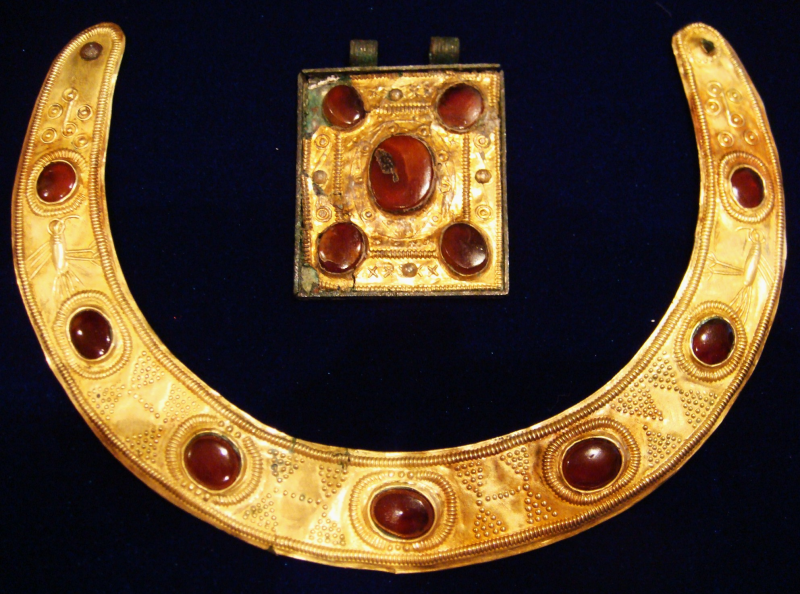
サルマタイ・パルティアの金製ネックレスとアミュレット。2世紀。タモキン美術基金所蔵。

パルティアの統治者たちの正確な年代を復元するための最も価値ある現地史料は、支配者たちによって発行された金属製のコイン（ドラクマ貨）である。ジオ・ワイデングレンに依れば、コインは「非文書記録から文書記録へと変換」することができる代表的な遺物である。年代学的に利用することができる他のパルティアの記録にはバビロニアから発見された粘土板文書に残る天文記録と奥付がある。パルティアの現地史料にはまた、石碑や羊皮紙、パピルス、そしてオストラコンの文書記録がある。例えば、初期のパルティアの首都ミトラダトケルタ（現：トルクメニスタン、ニサ）では、ワインのような商品の販売と在庫についての情報を記した大型のオストラコンが見つかっている。加えて、ドゥラ・エウロポスのような場所では羊皮紙文書が見つかっており、パルティアの課税や軍事的称号、地方組織のような政府運営についての貴重な情報がもたらされている。
ギリシア語とラテン語の歴史書は、パルティアの歴史に触れる史料の大部分を占めている。これらはパルティアに敵対的な、そして戦時にあっては敵としての観点から書かれているため、全面的に信頼できるとはみなされていない。これらの外部の記録は一般に主要な軍事的、政治的事件に関心を示しており、パルティア史の社会的・文化的側面には触れないことが多い。ローマ人は通常パルティア人を荒々しい戦士として描くが、文化的に洗練された人々としても描く。アピシウスの料理本にあるパルティア料理のレシピは、パルティアの食文化に賞賛を示している。アルテミタのアポロドロスとアッリアノスはパルティアに焦点を合わせた歴史を書いたが、それらは失われ他の歴史書に引用された抜き出ししか現存していない。アウグストゥスの時代に生きたカラクスのイシドロスは恐らくパルティア政府の調査に基づいたパルティア領についての情報を提供している。パルティアの人々と事件についての記録は、より狭い範囲についてであるが、ユスティヌス、ストラボン、シケリアのディオドロス、プルタルコス、カッシウス・ディオ、アッピアノス、ヨセフス、大プリニウス、そしてヘロディアヌスの歴史書にも含まれている。

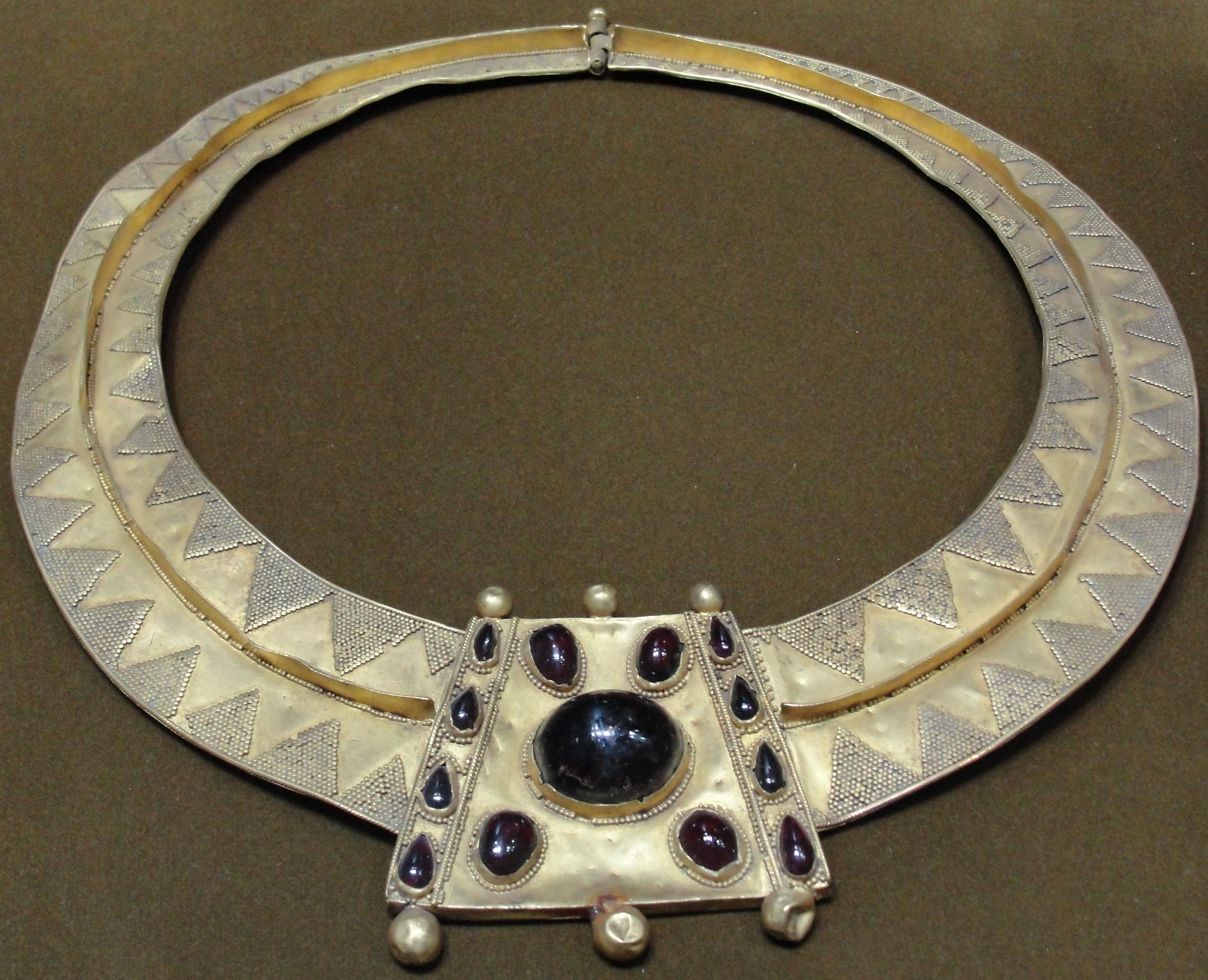
パルティアの金製ネックレス。2世紀、イラン、レザー・アッバーシ博物館

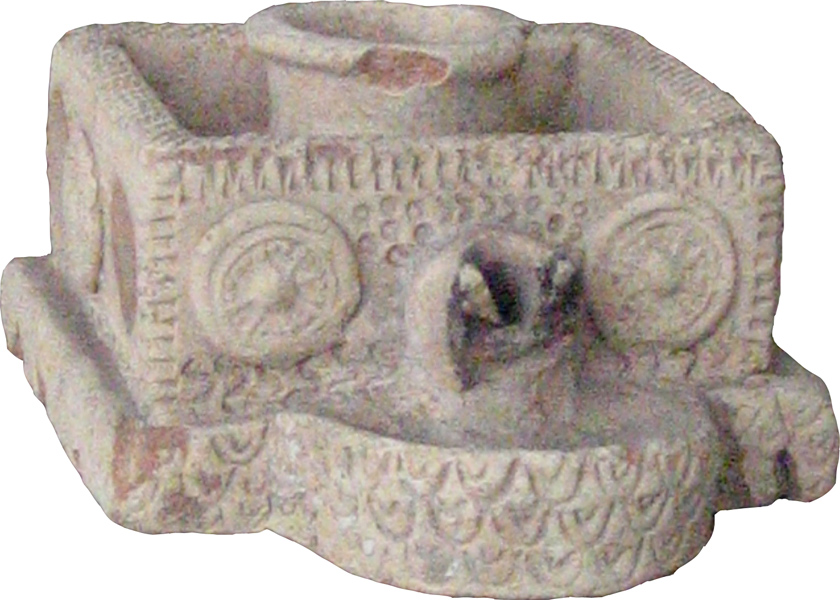
パルティアの陶器製オイルランプ。イラン、フーゼスターン州。イラン国立博物館所蔵

パルティア史は中国の歴史的記録に残された出来事を通じても再構成することができる。中国人はパルティアを安息（上古音: ansjək）と呼んでおり、恐らく王朝の創設者アルサケスの音訳であると見られる。あるいはパルティアの都市であるメルヴ（マルギアナのアンティオキア：Αντιόχεια της Μαργιανήs）のギリシア語名から来ているかもしれない。『史記』『漢書』『後漢書』に安息国の記録が残されている。これらの史書は遊牧民の移動に発する古い時代のサカ人のパルティアへの侵入や、政治や地理についての貴重な情報を提供している。例えば『史記』（巻123）は外交的交流、ミトラダテス2世が漢の宮廷へエキゾチックな贈り物を贈ったこと、パルティアで栽培されている農作物の種類、葡萄酒の生産、貿易商、そしてパルティア領土の位置と広さについて説明している。
イスラーム時代のパルティアに関する歴史記録は非常に限定的かつ不正確である。前近代のペルシア語文化圏の歴史家は、旧約聖書的な普遍史と古代ペルシア史を整合させる作業の中で、イスラーム以前の古代ペルシア史が、ピーシュダート朝、カヤーン朝（カイ朝）、アシュカーン朝、サーサーン朝の四王朝からなるという歴史叙述を発達させていた。この伝統的なイスラーム期の歴史認識では、セレウコス朝の記憶は失われており、カヤーン朝のダーラー（ダレイオス）から王位を奪ったアレクサンドロスの治世の後にアシュカーン朝が置かれる場合が多い（しばしばアレクサンドロス自体もカヤーン朝の王として扱われる）。アシュク、アルダワーンのようなパルティアの諸王に対応すると考えられる王名はアシュカーン朝の君主として登場し、現代の学者も概ねアシュカーン朝をアルサケス朝として扱うが、アシュカーン朝の歴代王についての記録は、実際のアルサケス朝の歴代王と一致はしない。現代の歴史家はこのイスラーム時代の伝承のうち、アシュカーン朝以前の時代は神話時代、英雄時代として史実としては扱わない。このため、パルティアについてのイスラーム時代の歴史史料は、それ自体には歴史的価値があるにせよ、実際のパルティア史の復元に使用されることはほぼない。

## 政府と行政

### 王権と称号
アルサケス朝の王権観に関する史料は、彼らが発行したコインと、ベヒストゥンにあるミトラダテス2世の碑文などがあるに過ぎない。パルニ氏族によるパルティア征服によって成立したアルサケス朝は、その合法性・正当性を確立する必要があった。初期においてモデルとなったのは先にイラン地方を支配していたセレウコス朝であった。現代の研究者の中にはセレウコス朝の場合と同じく武力によって現地を征服したという「征服の権利に基づいた合法性」によってその支配は正当化されたと推定する者が複数いる。
コインはアルサケス朝の王権を考察する上で最も有効な史料である。歴代の王は初代のアルサケス1世の名を受け継ぎ、ギリシア語でコインに称号を刻んだ。アルサケス1世はスキタイ風の帽子をかぶり、ギリシア文字で「アルサケス、アウトクラトール（自主権者、独裁者）」と記したものと、ギリシア文字で「アルサケス」、アラム文字で「Krny」と記したものの二種類のコインを発行している。
アルサケス1世の時代からミトラダテス1世の治世前半までコインの形式はほぼ同一で、銘文もただ「アルサケス」とのみ刻んだだけの物が発行されていた。しかし、大きく領土が拡張したミトラダテス1世の治世後半に入ると、王の肖像は顎鬚を蓄えた物になりギリシア語で各種の称号が刻まれるようになる。称号は、例えば「大王（ΒΑΣΙΛΕΟΣ ΜΕΓΑΛΟΥ）」、「神の化身（ΕΠΙΦΑΝΟΥΣ）」や、「救済者（ΣΩΤΗΡΟΣ）」などヘレニズムの諸王によって用いられたものが採用された。これらはセレウコス朝時代からのものを引き継いだもので、古くはアッシリアやアケメネス朝の王権観に由来するものである。また、領内の主要都市に多数居住していたギリシア人の支持を得るため、「ギリシア愛好者（ΦΙΛΕΛΛΗΝΟΣ）」という称号も用いられた。プラアテス2世のコインには「神の子（ΘΕΟΠΑΤΟΡΟΣ）」という称号も用いられた。この場合、神とされるのはプラアテス2世の父親のミトラダテス1世である。生前に王たちが神格化されていたかどうかは不明であるが、これによって死後の神格化は証明される。ヴォロガセス1世（在位：51年頃-77年頃）の時代以降、コイン表面の肖像脇にパルティア文字による銘文が出現するようになり、これは明らかにヘレニズムからの脱却傾向を示している。

### アケメネス朝とアルサケス朝
アルサケス朝、あるいはパルティア人たちがアケメネス朝と自分たちの関わりをどのように考えていたのか、ということは大きな議論の対象となっている。アケメネス朝とアルサケス朝の関係を考慮する上ではっきりしていることは、まずパルティア人が前141年にバビロニアを征服した後、アケメネス朝以来の伝統的な称号「諸王の王（ΒΑΣΙΛΕΟΣ ΒΑΣΙΛΕΩΝ）」を採用したことであり、これはコインやバビロニアの粘土板文書によってはっきりと証明されている。
アルサケス朝の王たちがアケメネス朝の王の後継を主張したという見解をはっきり伝えているのはローマ・ビザンツの著作家たちである。タキトゥスは『年代記』の中で、アルタバノス2世はローマに対し、キュロス2世とアレクサンドロス大王がかつて支配した全ての領土を侵略するだろうと脅したと記し、ビザンツ帝国（東ローマ帝国）時代の記録は、アルサケス朝の王たちはペルシアの王アルタクセルクセスの子孫であるという伝承を伝えている。この伝承の存在が事実とすれば、これは古代イランの「輝かしい王たちの正統な後継者」となることで、往年のアケメネス朝の領土の支配を正当化するためのイデオロギーから発生したものであったであろう。
実際にパルティア人自身がアケメネス朝をどのように認識していたかを示す記録は残存していない。上に述べた「諸王の王」という称号はしばしばアケメネス朝の後継者としてのアルサケス朝の立場を示す物とされるが、この称号はセレウコス朝の諸王も使用していたため、必ずしもアケメネス朝との関係を証明するものではない。
アルサケス朝のアケメネス朝に対する後継意識がパルティア自体やイランにおける歴史伝承から生じたものではないとする見解を唱える人物にはM・ラヒーム・シェイガン（M. Rahim Shayegan）などがいる。彼は、アルサケス朝をアケメネス朝に擬するローマの文学的伝統について、東方征服者であるアレクサンドロス3世（大王）に自らを重ね合わせる傾向にあったローマ人の文学的伝統において、東方の敵が復活したアケメネス朝という位置付けをなされたものと述べる。そしてまた、パルティア人たちはアケメネス朝の記憶をほとんど継承しておらず、バビロニアの征服後にバビロニア人の学者たちが残していた記録を介してそれを得たとする。
同時に、アルサケス朝の王たちがアケメネス朝の後継を主張したという立場を取る者も多くいる。佐藤進は、J.ネスナー（J.Neusner）の研究を引き、アルサケス朝がアケメネス朝の遺産相続者として帝国政策を推進したとしている。そして、パルティアの拡大期にはこの後継意識は外国に対する征服戦争を正当化する権利要求の表現として現れたが、後期に入るとむしろ国内の有力貴族に対する王権の正統性を強化する対内的な性質が強くなったという。

### 中央権力と半自律的な王たち

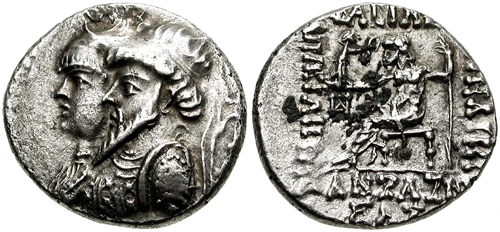
エリュマイス（現：フーゼスターン州）王カムナスキロス3世と彼の妻、王妃アンザゼのコイン。紀元前1世紀。

かつてのアケメネス朝と比較して、パルティアの政府は非常に分権的であった。アルサケス朝ではマルズバーン（marzbān）、クシャトラパ（xšatrap）、ディズパト（dizpat）などの役職が地方統治に関与していた。パルティアはまた、その内部に複数の半自律的な王国を内包していた。このような王国にはコーカサスのイベリア、アルメニア、アトロパテネ、ゴルディエネ、アディアベネ、エデッサ（オスロエネ）、ハトラ、メセネ（カラケネ）、エリュマイス、そしてペルシスがあった。これらの国々の支配者たちは自国を統治し、中央の造幣局で生産された王朝の貨幣とは異なる独自の貨幣を鋳造した。このことはかつてのアケメネス朝と違わない。アケメネス朝もまた複数の都市国家を抱えており、同様に遠隔地のサトラップ（総督）は半独立的であった。ただし、ブロシウスによれば彼らは「王の権威を認め、貢物と軍事力を提供した。」。セレウコス朝時代には、半独立的な王朝による地方統治と、それがしばしば中央の支配に全く服さない状況が一般化した。この状態はパルティア後期の統治形態にも受け継がれた。パルティア時代のサトラップ（総督）たちはアケメネス朝時代のそれより小さな領土を統治し、恐らくは小さな権威と影響力しか持たなかった。
ブロシウスは西暦21年にアルタバノス2世によってスサの総督（アルコン）と市民に当ててギリシア語で書かれた手紙からの引用を紹介している。これにはヘタイロイ（友人）である特定の政府役人、護衛、そして財務担当官への言及がある。この文書はまた「地方の裁判と高位役人の任命について、王は総督に代わって介入し、事件を審査し、適切と考えるならば裁定を変更することができる」ことを証明している。

### 貴族

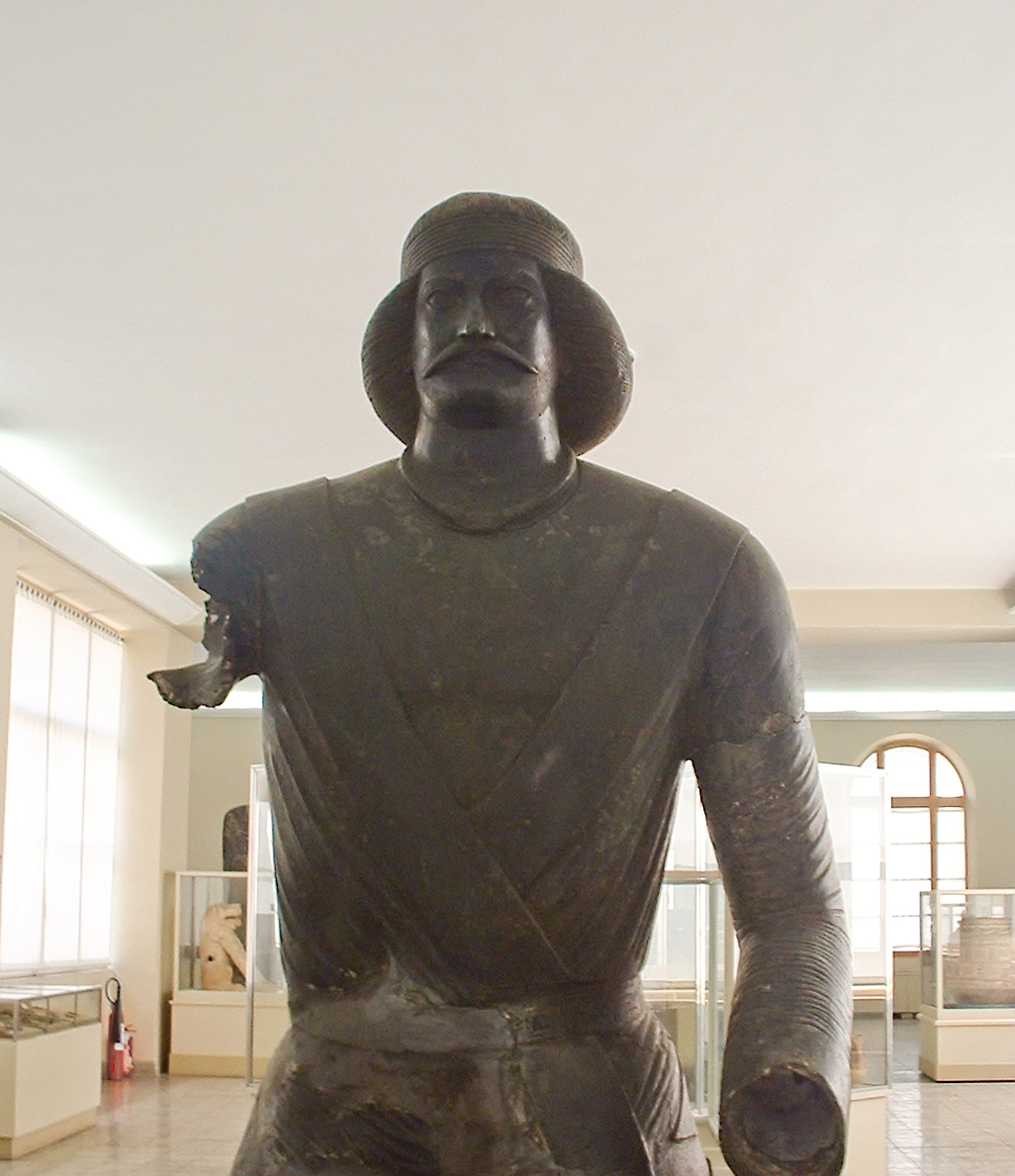
エリュマイス（現在のイラン、ペルシア湾岸のフーゼスターン州）のシャミにある聖域から発見されたパルティア貴族の銅像。現在はイラン国立博物館に所蔵されている。

ガイボフらによれば、最高権威者としての諸王の王、そして従属的諸王国の王家を構成するアルサケス氏族に続き、征服者パルニ氏族の子孫らによる「騎士」と称される社会的地位のグループがあった。この「騎士」は二つのカテゴリーにわけられ、高位の者たちは、パルニ氏族の有力者の子孫であり、軍事的貴族を構成し、慣習法によって国家の政治と軍事の権力を掌握した。この貴族たちの権力基盤は（経営の実態は全く不明ながら）大土地所有にあったと考えられる。彼らの中で最も有力な者たちは、その領内でほとんど王と同様の権力を持っていたと見られている。パルニ氏族の一般構成員からなるもう一方の下層の騎士層は、貴族の伝統的権力の支配下にあった。この伝統的権力は非常に強力な物であったと見られ、ローマの著作家たちはこれを奴隷と考えたほどであった。実際には彼らは奴隷ではなく征服者側に属し、被征服者である現地の住民とは明らかに区別されていたが、同時に貴族に従属する存在でもあった。ガイボフはこれらのことから、パルティアの政治用語において貴族だけが「自由人（Lieri）」と呼ばれたとしている。
同じくガイボフによれば、（特に王国の東部において）パルティア社会における基本的境界線は「騎士」と被征服者である一般住民の間に引かれ、一般住民の中核は歴史家のプルタルコスによってペラト（Pelat）と呼ばれるグループであった。プルタルコスはペラトと奴隷を明確に区別している。このグループは納税と耕作の義務を負っており、それを果たさない時には厳しく罰せられた。
パルティアの貴族たちは、西暦1世紀にはアルサケス朝の王位継承と廃位に巨大な影響力を行使していたと想定されている。何人もの貴族が宮廷で王の助言者、そして高位聖職者を勤めていた。ストラボンは『地理誌』の中で、ギリシアの哲学者・歴史家であるポセイドニオスの主張を記録している。それによればパルティアの評議会は貴族門閥とマギという「王たちが任命した」二つのグループによって構成されていた。サーサーン朝時代の初めに記録されたパルティアの大貴族（しばしば7氏族と括られる）のうち、スーレーン氏族とカーレーン氏族という二つの氏族だけがパルティア時代以前の記録でも言及されている。プルタルコスはスーレーン氏族の構成員について、貴族の中の第一位であり、戴冠式でアルサケス朝の新たな王に王冠を授ける特権を保持していたと記録している。
サーサーン朝の初代王アルダシール1世の治世中に記録されている貴族階級の世襲の称号の数々は、既にパルティア時代に使用されていた称号を継承している可能性が高い。

### 軍事

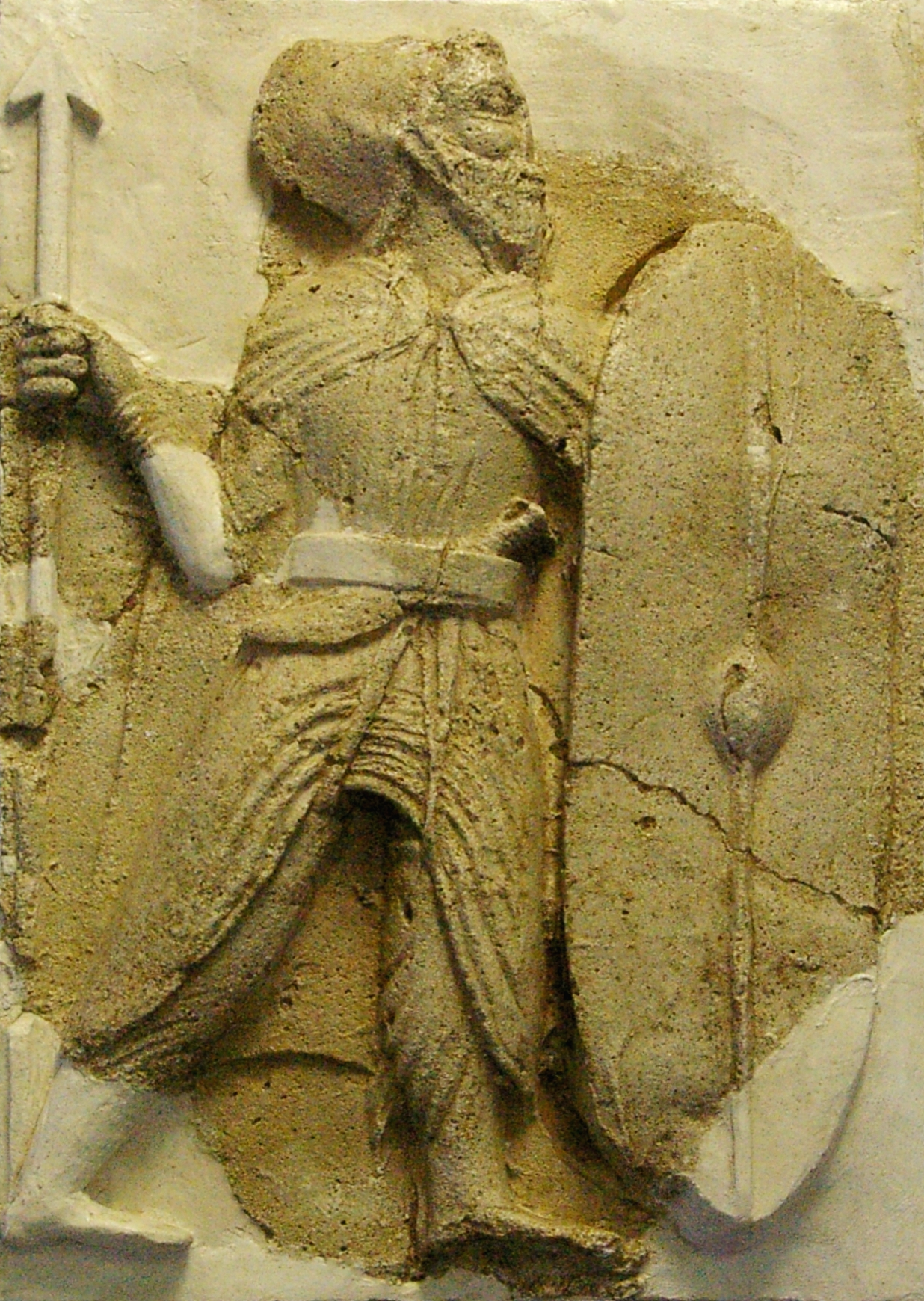
パルティアの歩兵を描いたストッコのレリーフ。イラン、東アーザルバーイジャーン州ザッハク城の城壁。

パルティアは常備軍を保持していなかったが、地方的な危機に対して迅速に軍を招集することができた。王には常時武装した貴族、農奴、傭兵からなる護衛が付き添っていたが、その規模は小さかった。警備部隊もやはり、国境の要塞に常設維持されていた。パルティアの碑文は、これらの現地指揮官に与えられていた複数の称号を明らかにしている。
パルティアの有力な貴族たちは重装騎兵（カタフラクト）として軍事力の一端を担った。このカタフラクトは敵の前線に突撃するためのランスを装備していたが、弓矢は装備しておらず、その装備は弓騎兵に限られていた。軽騎兵は下層の騎士階級から徴募され、弓騎兵として運用された。彼らは戦闘時シンプルなチュニックとズボンをはいていた。そして複合弓を用い、敵に向かって騎射すると共に後退することが可能であった。これはパルティアンショットとして知られ、極めて効果的な技術であった。パルティアの重装騎兵と軽騎兵はカルラエの戦いで、数に勝るクラッスス旗下のローマ軍をパルティア軍が打ち破るための決定的な要素であった。平民と傭兵で構成された軽装歩兵部隊は、騎兵の突撃後にばらばらになった敵軍に対して使用された。
パルティア軍の規模は不明であり、帝国全体の人口規模もわからない。しかしながら、考古学的発掘によってかつてのパルティアの中心的都市圏の居住地が大きな人口を維持していたであろうことと、それ故に大きな動員能力を持っていたであろうことが明らかにされている。

### コイン
通常、銀で作成された、テトラドラクマ貨を含むギリシアのドラクマ貨は、パルティア全体で標準的な通貨として使われた。アルサケス朝は王家の造幣所をヘカトンピュロス市、セレウキア市、そしてエクバタナ市に保持していた。そしてミトラダトケルタ（ニサ）でも造幣所が運営されていたであろう。この帝国の開始から終了まで、パルティアで生産されたドラクマ貨の重量は3.5グラムを下回ること、または4.2グラムを上回ることは滅多に無かった。最初のパルティア製テトラドラクマ貨は原則として16g前後で、いくつかのバリエーションがあった。これはミトラダテス1世がメソポタミアを征服した後から登場するようになり、その地でのみ生産された。

## 社会と文化

### ヘレニズムとイラン的伝統

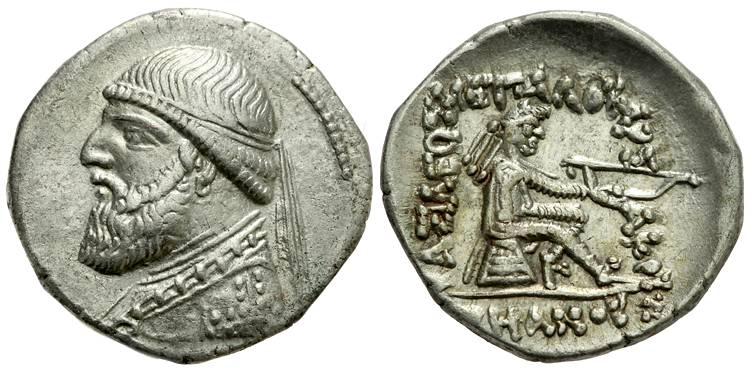
ミトラダテス2世のコイン。パルティアの衣装をまといヘレニズム式（中央に座す）のスタイルである。ギリシア語の銘文は「王たるアルサケス、ギリシア愛好者」

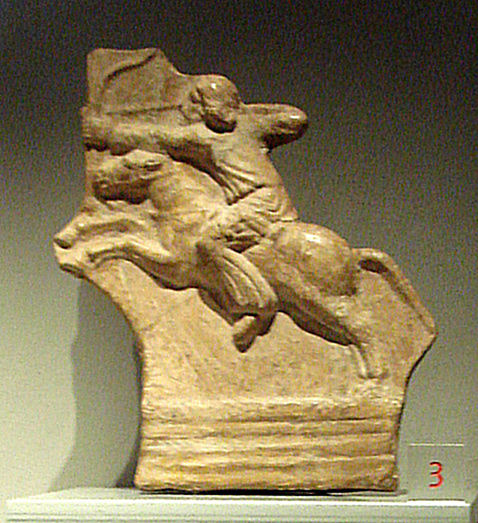
パルティアの騎手。現在トリノのマダーマ宮殿で展示されている。

セレウコス朝のギリシア文化はヘレニズム時代の間に広く中東の人々に受け入れられたが、パルティア時代には芸術や衣服についてイランの伝統的文化の復権が見られた。彼らの王権のヘレニズム的、ペルシア文化的な根源の双方を意識して、アルサケス朝の支配者たちはペルシアの諸王の王の後継者という体裁をとると共に、フィロヘレネス（ギリシア愛好者）であることを主張していた。この「philhellene」という言葉はパルティアのコインにアルタバノス2世の時代まで刻まれていた。このフレーズが使用されなくなったことは、パルティアにおけるイラン文化の復権を意味する。ヴォロガセス1世は造幣したコインにパルティアの文字と言語を使用した最初の王であり、これはほとんど判読不能なギリシア語と共に刻まれている。しかし、ギリシア文字の銘はこの帝国の滅亡までパルティアのコインに残され続けた。

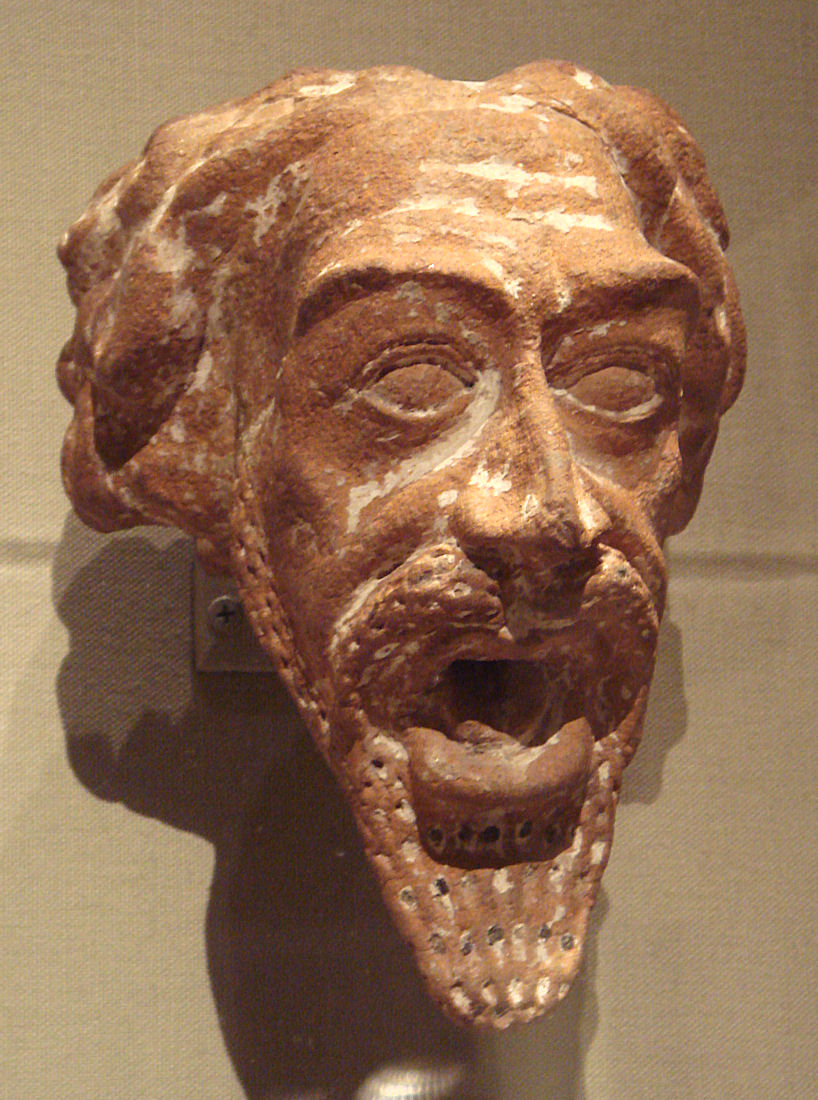
人の頭をかたどった陶製のパルティアの注水口。1世紀、または2世紀。

また、アルサケス朝の王たちはギリシア演劇を楽しんでいたことを伝える次のような説話がある。クラッススの首級がオロデス2世に届けられた時、彼はアルメニア王アルタヴァスデス2世と共に劇作家エウリピデス（前480年-前406年）の『バッコスの信女』の上演を観賞していた。その時、アガウエとバッカナル（バッコス礼賛者）が殺害されたペンテウスの遺体を持ち込む名場面であった。アガウエに扮した訳者は即興で舞台用小道具のペンテウスの頭の代わりに、クラッススの実物の頭部を使用して高らかに歌ったという。

### 宗教
文化的、政治的に多様であったパルティアは、バラエティに富んだ宗教制度と信仰を持っていた。最も広く普及していたのはギリシアとイランの神々への信仰であった。少数のユダヤ教徒と初期キリスト教徒を除き、大部分のパルティア人の宗教は多神教であった。ギリシアとイランの神々は頻繁に1つの神格に習合された。例えばゼウスはしばしばアフラ・マズダーと同一視され、ハデスはアンラ・マンユ、アフロディーテとヘラはアナーヒター、アポロンはミトラ、ヘルメスはシャマシュと同一視された。主要な神々や女神たちの他に、各地の民族や都市が独自の神々を持っていた。パルティアの王たちは、自身を神とするセレウコス朝の王たちの習慣に倣い、自らが神であることを示すテオス（神、Theos）またはテオパトル（神の子、Theopator)という称号をコインに刻んだこともあった。

#### パルティア時代のゾロアスター教に関する諸見解
イラン世界における重要な宗教として拝火教とも呼ばれるゾロアスター教があるが、アルサケス朝の宮廷とゾロアスター教の詳しい関係については、やはり史料不足により不明確である。アルサケス朝の諸王が聖なる火を崇める習慣をもっていたことは、初代・アルサケス1世が即位したというアサークの町で、「王朝の火」が保たれていたというカラクスのイシドロスによる記録や、聖火の祭壇に聖木を捧げるパルティア君主の浮彫がベヒストゥンに残されていることからわかる。しかし、このアルサケス朝の王たちによる聖火崇拝をゾロアスター教と判断するかどうかについては学者により見解がわかれる。
日本の研究者山本由美子は、上記のような証拠から、「アルサケス朝の諸王がゾロアスター教徒であったことは明らかである」とする。また、イギリスの研究者メアリー・ボイスも同様の見解に立つ。また後世には、アルサケス朝（アシュカーン朝）の王がゾロアスター教において重要な役割を果たしたとするゾロアスター教伝承もある。ゾロアスター教の聖典『アヴェスター』の注釈『バフマン・ヤシュトのザンド』では、アフラ・マズダー神がゾロアスターに夢で、金の時代、銀の時代、黄銅の時代、銅の時代、鈴の時代、鋼の時代、土の混ざった鉄の時代と言う、来るべき7つの時代についての啓示を与えたとされる。その中の一節で「銅の時代は、この世に存在した異教を一掃したアシュカーン朝（アルサケス朝）の王の治世」としてパルティア時代が位置付けられている。別の箇所では「アシュカーン朝のヴァラフシュ（ヴォロガセス）はアレクサンドロスによる破壊と危害や、ローマ人の略奪のために、完全な状態から散り散りになっていたアヴェスターとザンド（注釈）を書き留めさせた。神官が口頭で伝えて残っていたことも保存され、他の都市のために写しが造られた」とされている。聖典としての『アヴェスター』はサーサーン朝時代に入ってから編纂されたものであるが、比較文学・比較文化研究者の山中由里子は、これらの伝説からパルティア時代に各地のゾロアスター教集団に口頭で伝わっていた『アヴェスター』の断片が記録された可能性はあるとしている。
一方、アルサケス朝の宗教は古代イランの多神教であり、ゾロアスター教の影響を受けていないという見解もある。カナダのイラン史研究者リチャード・フォルツは、「（多くの研究者が）実質的に古代イラン全体をゾロアスター教徒であると特徴づけているが、このおおざっぱな一般化にはごくわずかしか、あるいはまったく証拠はない」と延べ、ゾロアスター教が初めて体系化されたのはサーサーン朝時代であって、それ以前のイラン系住民の宗教についてはわずかしか分っておらず、サーサーン朝の「ゾロアスター教的」伝統をパルティア時代やそれ以前の時代について投影することには慎重でなければならないという。青木健はさらに議論を進め、王名や考古学的証拠、そしてアルサケス家が王位を占めた隣国アルメニアの資料などから、「パルティア人の間ではミスラ神に対する信仰が盛んだったと考えられる」としている。

#### マニ教
マニ（216年-276年）は、アルサケス朝末期のバビロニアで生を受け、サーサーン朝時代の初期にマニ教と呼ばれる新たな宗教（あるいは教派）を創始した。ビヴァールは彼の新しい宗教が「マンダ教、イランの伝統的な創世論、そしてキリスト教の影響等々を含んでいた。それは後期アルサケス朝の宗教的な混合主義を端的に反映したものであると考えられる。サーサーン朝のゾロアスター教正統信仰はすぐ後にこれを一掃しようとした。」と述べている。

#### 仏教
1960年代以降トルクメニスタンで行われたソヴィエト連邦の考古学調査により、中央アジアで仏教が栄えていた痕跡が発見された。メルヴ遺跡のギャウル・カラ南東端からは、前近代において世界最西に位置するストゥーパを伴う仏教寺院の遺構が残される。メルヴはアケメネス朝時代にはエルク・カラと呼ばれるオアシス都市で、セレウコス朝時代にアンティオコス1世によってギリシア式の方形の都市として整備された。その後ミトラダテス1世によって征服され、パルティアの支配下に入った。ここからはサーサーン朝時代の紀年を持つサンスクリット語の経典やコインが発見されている。
中国の記録によると、後漢の桓帝時代（148年頃）、安息（パルティア）の太子安世高が洛陽に赴き仏典を漢訳したという。メルヴ周辺で発見された仏教の痕跡は説一切有部の系統のもので、これを含む後期部派仏教が中央アジア西部の仏教で主流の地位を占めたことが理解される。ただし、中国へ行ったパルティア出身の仏僧の多くが初期大乗仏教の経典漢訳に関与したとされており、これが事実ならば中央アジアにおける大乗仏教の痕跡はまだ発掘されていないことになる。

#### 葬儀
葬儀について、パルティアの王族はアケメネス朝時代以来の埋葬を行っていたが、臣民は伝統的な風葬を行っていた。ローマの歴史家、ユスティヌスは1世紀頃のパルティア人の葬儀の習慣について「一般には葬送は鳥や犬が（遺体を）食いちぎることであった。最後に、彼らは剥き出しの骨を土で覆った」と述べている。西イランの山々では、岩をくりぬいた多数の墓室が発見されており、風葬の後残された骨を持ち込むべき場所であったと考えられる。

### 美術
パルティアの美術は基本的にアケメネス朝以来の伝統に連なるイラン様式の物であったが、概ね前3世紀から前1世紀までのヘレニズム時代にはギリシア美術が愛好され、ギリシア様式とイラン様式を折衷したグレコ・イラン様式が生み出された。パルティア時代の後期にあたる1世紀から3世紀にはギリシア美術の要素は後退し、イラン、オリエント的要素が強くなる。ただし、このパルティア後期の美術は、パルティア人自身によるものではなく、彼らに支配されていた各地の被征服民、例えばエリュマイスやペルシス、ハトラやドゥラ・エウロポス、パルミュラの宮廷美術によって知られている。従って現在知られている後期のパルティア美術とは、パルティア人の美術ではなく、「アルサケス朝パルティア時代のその影響下の西アジアの諸都市・諸王国の美術である」（芳賀満）。

#### グレコ・イランの美術

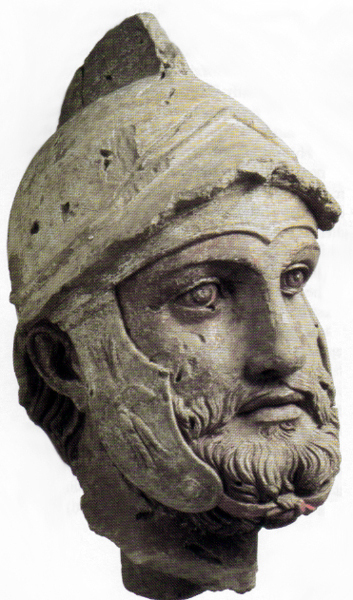
トルクメニスタン、ニサで発見された兵士の像の頭部。前2世紀。

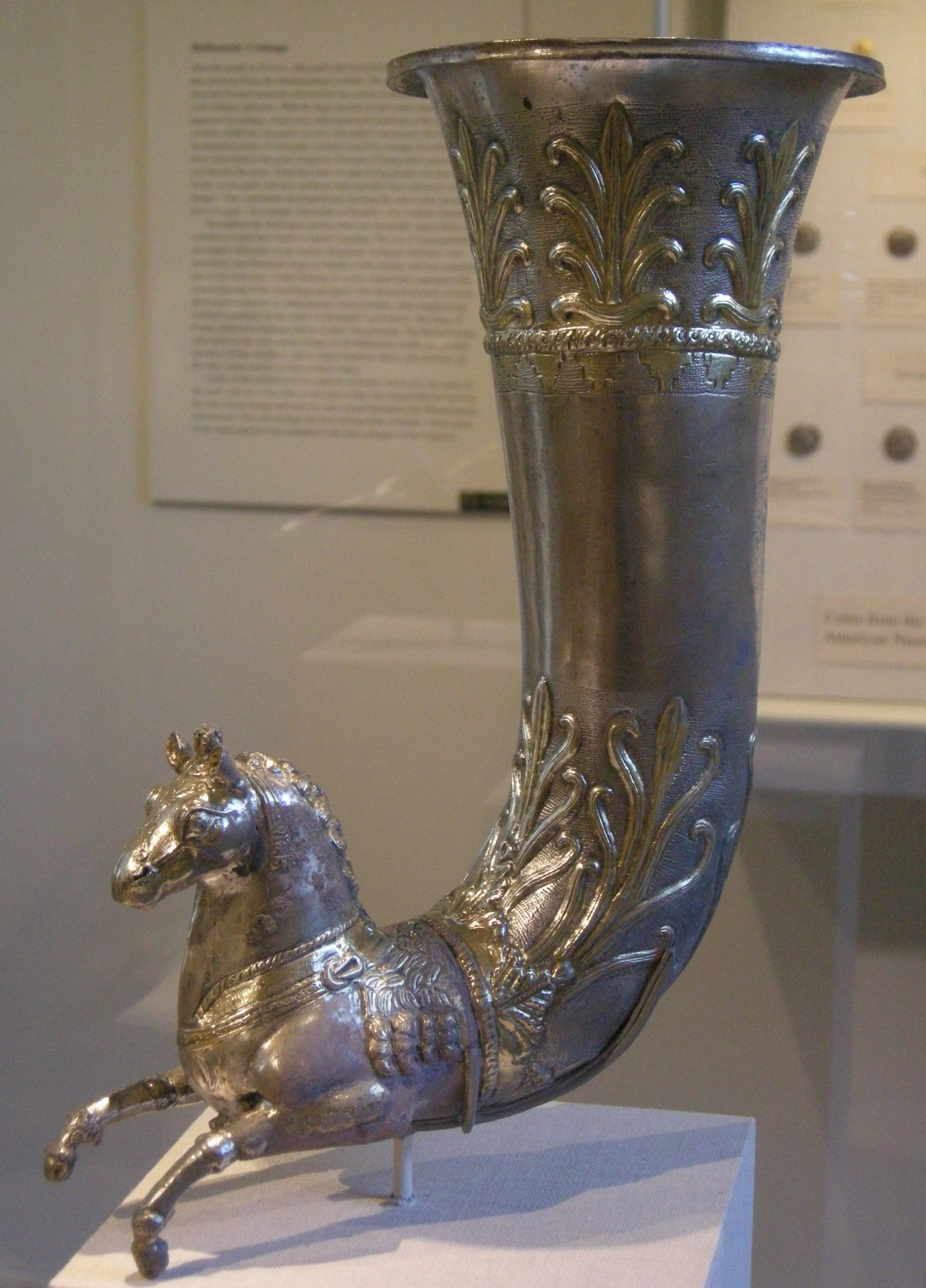
ヘレニズム様式の銀製リュトン

パルティアにおける「ギリシア愛好」の美術を最も顕著に示しているのが、ミトラダテス1世が建設した首都、ミトラダトケルタ（現：トルクメニスタンのニサ）の遺跡である。ニサで発見された兵士の頭像を含む多くの美術品は、初期のパルティア美術がギリシア美術から大きな影響を受けていたことを証明している。これらの中にはイラン的要素が全く見られないものが数多くあることから、グレコ・バクトリアや地中海世界からの搬入品である可能性もある。この中に含まれる有名なギリシア様式のリュトンは、グレコ・バクトリア、またはティグリス河畔のセレウキアからの戦利品であると見られている。これはアルサケス朝の宮廷美術を代表するものであるが、現代においてニサ以外のアルサケス朝の宮廷美術がどのようなものであったかを知る手立てはコインを除いてほとんど存在しない。

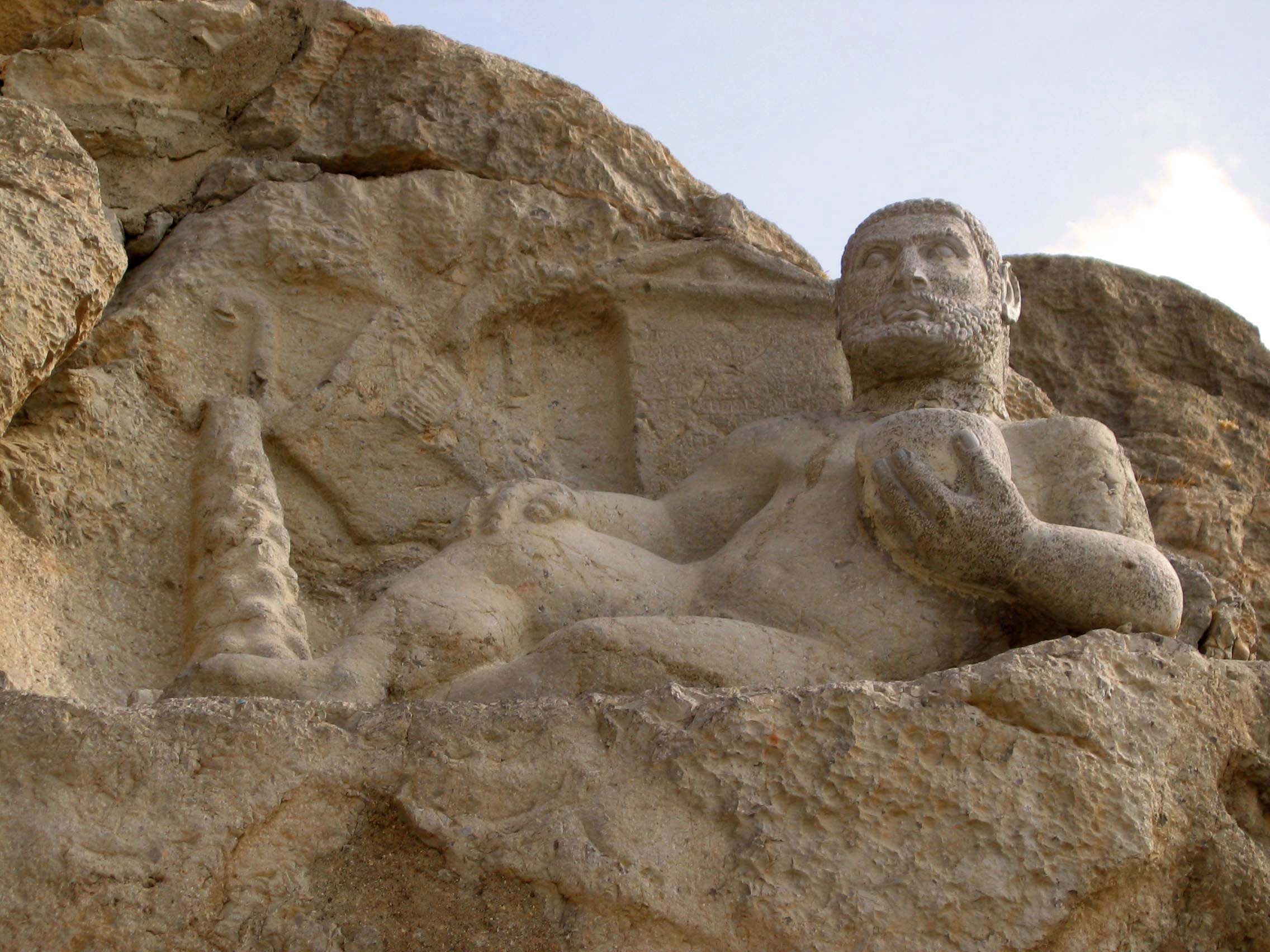
ベヒストゥンにある「休息するヘラクレス（ヘラクレス・カリニコス）」の像。

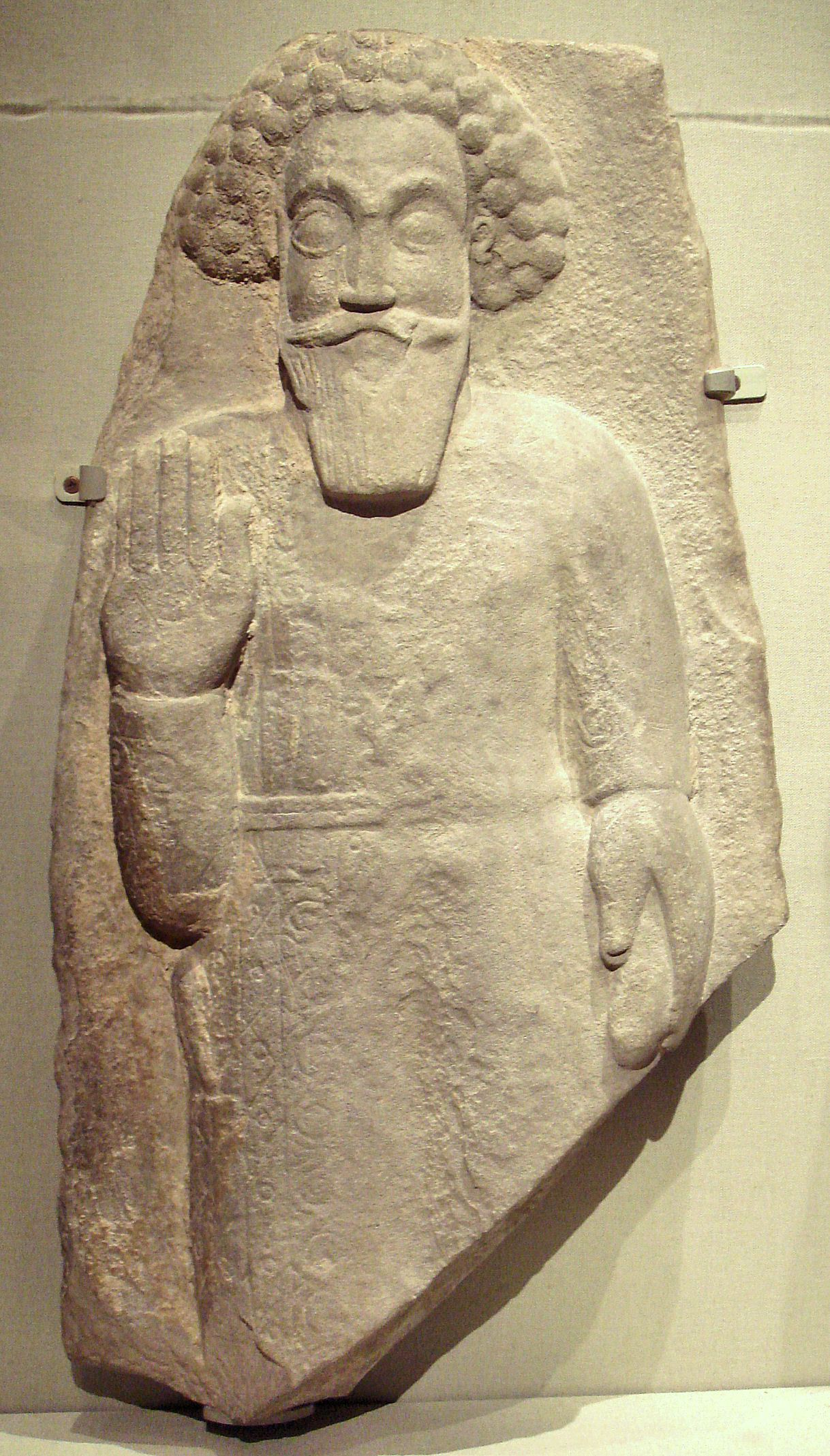
イラン、フーゼスターン州で発見されたパルティアの奉納碑のレリーフ。2世紀。

ニサに代表されるパルティア地方における美術に対し、イラン高原ではやや異なる発展の状況が見られた。イラン高原は比較的長期に渡りセレウコス朝の支配が行われ、ギリシア的な植民都市のネットワークもパルティア地方に比べ密であった。アレクサンドロス期からセレウコス朝時代のギリシア的特徴を持つ彫刻の断片が複数発見されている。セレウコス朝からアルサケス朝へと支配者が交代する頃、彫刻におけるギリシア的原理とイラン的原理の接近の兆候が見られた。その代表作はベヒストゥンの崖壁に彫られた「休息するヘラクレス」の像であり、ギリシアの主題（ヘラクレス）とイランの表現方法（岩壁レリーフ）が統一されている。
こうしたグレコ・イラン美術は、ギリシアの写実主義の影響下にあったが、仕上げや主題選択における技術的な退行が見られることから、しばしば「堕落したギリシア美術」と見做され、老衰期の単純な状態に後退した「哀れなほど低い」芸術水準を示すともされてきた。一方で、ヘレニズムによってイランの芸術に接ぎ木されたあらゆる要素から解放されて「決定的な進歩」を成し遂げ、単なるギリシア美術の模倣ではなく、新たにイラン系の装飾効果を重視した美意識やアラブ系の美術的伝統などの復興を通じて新しい様式を確立したとする見解も伝統的に存在する。この間、原始的な技術への回帰は否定し難く、制作技術はパルティア時代を通じて継続的に低下したが、外来の影響から解放され、伝統を復活させようとする意図は重要な意味を持った。
パルティア時代の一般的な美術主題には、拝火壇の前で行われる宗教儀式、王の狩猟、アルサケス朝の王の叙任式、そして馬上試合がある。これらのモチーフの使用は、地方支配者たちの描写にも広まった。一般的な芸術表現の媒体は、石碑のレリーフ、フレスコ画、そして落書きであった。幾何学的で定型化された植物文様はストッコとプラスター製の壁に用いられた。サーサーン朝時代に一般的となる二人の騎手がランスを構えて戦う馬上試合の美術主題は、パルティア時代のベヒストゥン山において初めて現れる。
パルティア美術の独特な特徴は正面主義原則を厳密に守った人物描写である。パルティアの影響下にある地域では、人物を絵、彫刻に描写する際には、横顔ではなく見る者に正対するように描く表現方法が普及した。人物描写の正面主義は、既にパルティア以前からある古い美術技法として見られた。古くは紀元前一千年紀初頭のスィアールク遺跡から発見された彩文土器にその類例が見られる。こうした正面描写はアケメネス朝時代の公的な美術では歓迎されなかったが、グレコ・イランの彫刻では継続的に使用された。ダニエル・シュルンベルガーはパルティア時代の正面描写の革新について以下のように説明している。

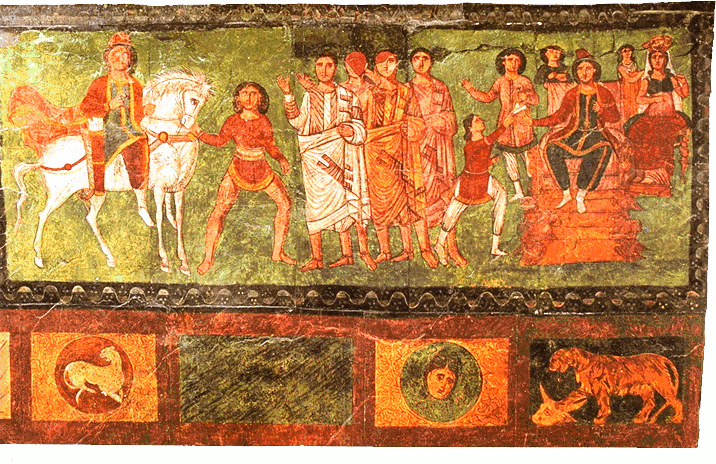
ドゥラ・エウロポスのシナゴーグにあるエステル記の場面を描いた西暦245年頃の壁画は、カーティスとシュルンベルガーによって「パルティアの正面主義」の好例として言及されている。

現在、「パルティアの正面主義（Parthian frontality）」と我々が呼ぶものは、古代中東とギリシアの正面主義のいずれとも非常に異なるものであるが、疑う余地なく後者から発達したものである。オリエント美術とギリシア美術の双方において、正面向きの描写は例外的な表現方法であった。オリエント美術では厳密に、伝統的な宗教と神話上の少数の人物にのみ使用する手法であり、ギリシア美術では主題が正面性を要求する明確な理由がある場合にのみオプションとして用いるものであった。そして、全体としては滅多に採用されなかった。パルティア美術においてはこれらとは逆に、正面向きが一般的な人物描写の方法となった。パルティアの正面主義は実際としてはレリーフと絵画のみでみられる習慣であり、全ての人物の正面表現は、（現代のモダンアートのように）他の部分の描写を犠牲にしても明快さと明瞭さをもって用いられた。正面向き描写が体系的に用いられたことで、横向きの描写と、動作中を表現するような中間的姿勢の描写は事実上完全に放棄された。この美術の特異な状態は、西暦1世紀の間に確立されたように思われる。
パルティア美術は、肖像における明確な正面描写の使用共々、サーサーン朝によってもたらされた深遠な文化的、政治的変化によって失われ放棄された。だが、ドゥラ・エウロポスでは165年にローマによって占領された後でも、パルティア式の正面描写の肖像は盛んに用いられつづけた。これは3世紀初頭のドゥラ・エウロポスのシナゴーグの壁画、この都市のパルミュラの神々に捧げられた神殿、そして現地のミトラ教の神殿によって例示されている。

### 建築
パルティア建築はアケメネス朝とギリシアの建築の要素を採用したが、この二つとは異なる物である。パルティア建築はこの二つの建築の要素を結び付けるとともに、後世のイラン世界の建築に大きな影響を残す独自の発展を遂げた。ただし完全な形で残る作例は乏しく、重要な遺構はパルティアの中心部よりも周辺部であった地方に残されている。
パルティア建築の初期の例はトルクメニスタンにあるミトラダトケルタ（ニサ）の遺跡で見ることができる。ニサの遺跡はグレコ・イランの美術節で述べた通り、パルティア人の「ギリシア愛好」の顕著な例であり、その遺構からはギリシア的な柱頭や装飾が広範に使用されていたことがわかる。一方で、建築の原理、平面プラン、構造はギリシア建築とは異なっており、イラン世界における典型的な拝火神殿と同系統の原理によっている。ギリシアの列柱様式が取り入れられたが、それは（ギリシア建築のような）構造としての列柱ではなく、壁空間を装飾する手段として利用された。柱式はギリシア建築とは別の建築的意味を与えられ、建物の壁面にあたかも絵画のように組み込まれた。パルティア人は平面的な表現を好み、壁画が非常に流行するものになった。パルティア時代の浮彫も平面的であり、これは壁画の手法の影響を受けたことを表している。

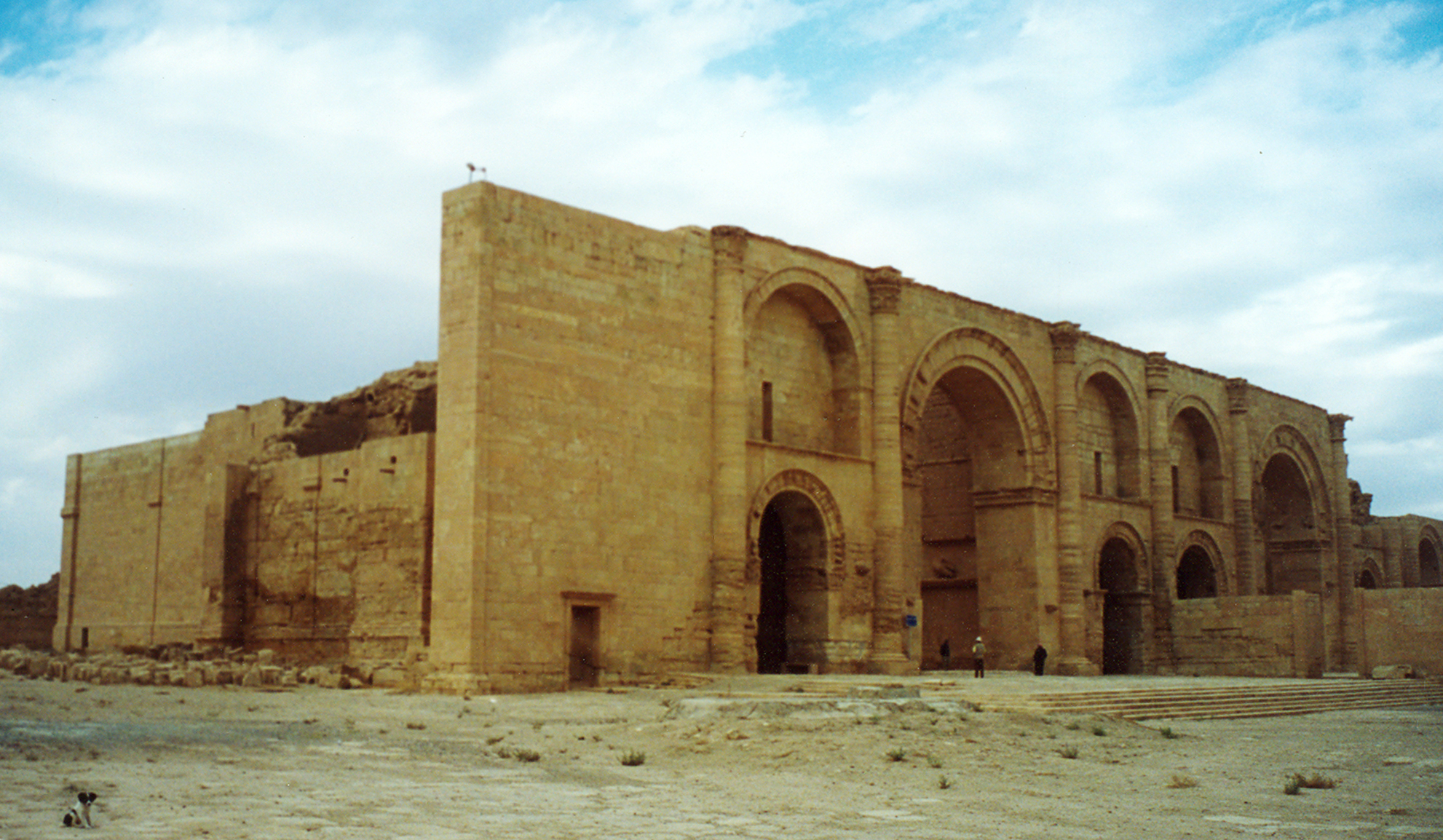
ハトラの主宮殿のイーワーン。

パルティア建築の明確な特徴は、一方に向けて開口し、アーチまたはヴォールト天井で支えられた謁見の場であるイーワーンである。イーワーンの起源は、アケメネス朝の宮殿建築のタチャラやアパダーナにあるとする説や、メソポタミアの宮殿にあるとする説、前4世紀から登場するギリシア住居のエクセドラ（Exedra）にあるとする説など複数の見解があり、確かなことはわからないが、これが初めてモニュメンタルなスケールで建設されたのはパルティア時代である。最初期のパルティアのイーワーンはセレウキアで発見された1世紀初頭に建造されたものである。イラクのハトラには2世紀頃に建造された大宮殿の遺構が残されており、左右にパレル・ヴォールトを伴った二つの巨大なイーワーンが開口している。イーワーンはまた、ハトラの古代神殿において使用されており、アッシュール、フィールザーバードにも作例が残されている。これはパルティア建築の一般的原理を導入したものの例と見做すことができるであろう。ハトラ最大のパルティア式イーワーンは15メートルのスパンを持つ。ハトラで見られるイーワーンは、並列に複数のイーワーンが並ぶという独特の形式に特徴がある。複数のイーワーンを直線状に並べるこの形式は後世のサーサーン朝およびイスラーム建築のイーワーンの用い方には無いパルティア独特のものである。アッシュールの宮殿のイーワーンは方形の中庭に向けて4つのイーワーンが開口するという後世流行するプランの最古の例である。西アジアではヴォールト天井は新バビロニア時代から宮殿建築で用いられていたが、主要広間を構築する手段ではなかった。パルティア時代にそれが主要空間へと導入され発達したイーワーンは、サーサーン朝の宮殿遺構（ホスローのイーワーン）にその後継を見る事ができ、イスラーム時代以降には、現代に至るまでモスクや廟、キャラバンサライ建築の欠くべからざる要素としてペルシア建築の基本原理となった。
パルティアの神殿建築はイラン高原では全く残されておらず、王国の西方では上述のハトラ、王国の東方にあたる地域ではインダス川東岸のタクシラで痕跡を確認できる。これらの神殿は、回廊とそれによって外部から分離された方形の中央広間によって構成されていた。これはアケメネス朝時代以来のペルシア建築の伝統に連なるものである。この拝火神殿の宗教儀式は戸外で行われたと見られるが、聖なる火は常に屋上で焚かれていた。
宮殿や神殿以外の一般的住居については、都市部でも農村部でも何もわかっていないに等しく、建築発展に関する知識は一部の貴人の住居跡から得られる情報に基づくもののみである。

#### メソポタミアの建築
メソポタミアでは、古代以来のバビロニアの建築と、多数入植していたギリシア人たちの建築が継続していた。バビロニアの住居建築についての情報は少ないが、セレウキアやドゥラ・エウロポスではギリシア人たちの建築が1世紀前半まで、気候的条件によるわずかな変化を除いて継続していたことがわかる。その後、現地のローカルな建築の原理が融合し、またイラン系の建築の若干の影響の下に徐々に新しい様式に変化した。
宗教建築においては、セレウコス朝時代まではギリシアとバビロニアの建築は互いに重大な影響を与えることなく存続していたことがわかっている。ウルクで発見されたアヌとイシュタルの神殿は、典型的なバビロン様式の神殿であり、ドゥラ・エウロポスで前3世紀に建てられたアルテミスとアポロンの神殿は完全にギリシア的である。パルティア人の到来と共に、バビロニアの神殿建築とギリシアの神殿建築は（前者の優越の下）融合を始め、新しいタイプの建築のバリエーションを生み出した。

### 服飾

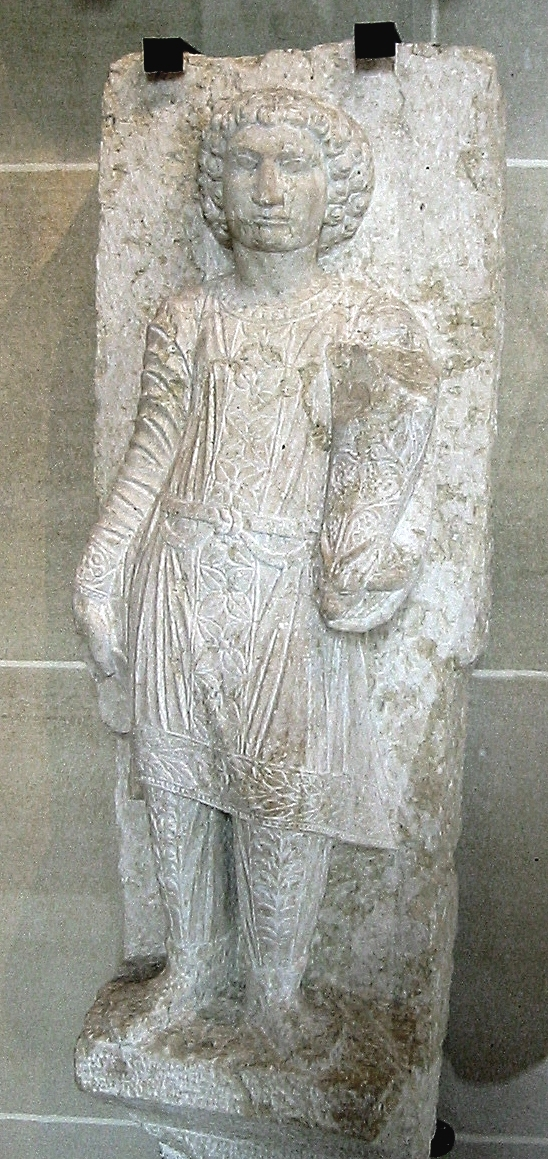
良質なパルティアのズボンをはいた若いパルミュラ人の像。3世紀初頭の石碑から。

典型的なパルティアの乗馬用衣装はエリュマイスのシャミから発見された有名なパルティア貴族の銅像に例示されている。1.9メートルの高さで立つこの人物はV字型ジャケットを着用し、V字型チュニックをベルトで締め、ゆったりとフィットした多数の折り目がついたズボンをガーターで止め、切りそろえられセットされた髪の上に冠かバンドをつけている。彼の衣装は前1世紀半ばまでのパルティアのコインの図像に一般的に見ることができる。
イラク北部のハトラの発掘調査で発見されたパルティアの影響を受けた彫像からも服装の例を見ることができる。彫像は典型的なパルティアのシャツ（カミス、qamis）を特徴とし、細かな装飾品で飾り付けられたズボンをはいて立てられている。ハトラの貴族階級のエリートは、短く切りそろえた髪型、頭飾り、パルティアの中央の宮廷に所属する貴族が身に着けていたベルトで締めるチュニックを採用した。このズボンとシャツは、コインの裏面の図像で示されるようにアルサケス朝の王たちも同じように着用していた。このパルティアのズボンとシャツはまた、パルミュラ、シリアで、芸術におけるパルティアの正面主義と共に採用された。
パルティアの彫像は富裕な女性がドレスの上から長袖のローブを纏い、ネックレス、イヤリング、ブレスレット、宝石をあしらった頭飾りをつけていた様子を描写している。多数の折り目がついたドレスは、ブローチで片側の肩で止められていた。頭飾りには後ろ側を覆うヴェールもあった。
パルティアのコインにみられるように、パルティアの王たちが身に着けた頭飾りは時間と共に変化した。最初期のアルサケス朝のコインは、バシリク（希：キルバシア、kyrbasia）として知られる頬の折り返し付きの柔らかい帽子をかぶっていた。これは恐らく、アケメネス朝時代のサトラップの頭飾りやベヒストゥンとペルセポリスのレリーフに描かれている尖がり帽子から派生したものである。ミトラダテス1世の最初期のコインではこの柔らかい帽子をかぶっているが、彼の治世の後半のコインでは初めてヘレニズム式のディアディムをかぶっている。ミトラダテス2世はパルティア式のティアラを身に着けた最初の人物である。刺繍と真珠と宝石で飾られたこのティアラは、後期パルティア時代とサーサーン朝の君主たちが一般的に身に着けていた。

### 言語

#### パルティア語と中世ペルシア語
パルティア地方を征服し、アルサケス朝を作り上げたパルニ氏族は、元々はほぼ確実に東イラン系の言語を話していた。これに対し当時のパルティア地方ではメディア語の流れをくむ西北イラン語を使用していた。この西北イラン語がパルティア語と呼ばれるもので、アラム文字で筆記された。パルニ氏族はこのパルティア語を王宮の公用語に採用した。
イランではパルティア語とサーサーン朝時代の中世ペルシア語を総称してパフラヴィー語と呼び、特に区別する必要のある時はアルサケス・パフラヴィー語（パフラヴィーイェ・アシュカーニー pahlavīye aškānī）とサーサーン・パフラヴィー語（パフラヴィーイェ・サーサーニー pahlavīye sāsānī）と呼んでいた。また、パルティア語をパフラヴァーニーク（pahlavānīk）、中世ペルシア語をパールスィーク（pālsīk）とも呼ぶ。イラン革命後にはパフラヴィー朝を連想させる名前であることからもっぱら「中世ペルシア語」の名前が用いられ、場合によってはパルティア語も含めて中世ペルシア語として一括して呼ばれる場合もある。
現存するパルティア語の史料は非常に限られている。重要なものとしてはサーサーン朝時代にナクシェ・ロスタムに作られた碑文群がある。これはアルサケス朝の滅亡後の文書であるが、パルティア語と中世ペルシア語の二言語、またはギリシア語を加えた三言語で記されている。また、ミトラダトケルタの遺跡（トルクメニスタンのニサ）では多数のオストラコン（陶片）文書が発見され、パルティア語の貴重な情報が得られている。そして南部クルディスタンやドゥラ・エウロポスでは羊皮紙文書が発見されている他、現在の中国領内にあるトゥルファンではソグド文字で記されたパルティア語のマニ教文書が見つかっている。
パルティア語が西北イラン語であるのに対し、中世ペルシア語は古代ペルシア語の流れをくむ西南イラン語であり、系統を異にする。しかし中世ペルシア語は発展の過程でパルティア語から多くの影響を受け、多数の語彙を受け入れたことが明らかである。両言語は非常によく似ており、しかも中世ペルシア語から発展した近世ペルシア語に多くのパルティア語の要素が含まれている事から、パルティア語と中世ペルシア語が別々の言語であることが当初正しく認識されなかったほどである。パルティア語はアルサケス朝の滅亡後も1世紀余りの間使用され続け、サーサーン朝のナルセ1世（在位：293年-302年）までの王は王碑文にパルティア語版を用意している。中世ペルシア語の重要性が増すにつれてパルティア語は使用されなくなり死語となった。

#### パルティア語とアラム語
アフロ・アジア語族の一つであるアラム語はパルティア語や中世ペルシア語の筆記に対して重大な影響を与えている。アラム語はアケメネス朝（前550年頃 - 前330年）時代以来、イラン世界全域で共通語として使用されていた。パルティア時代においてもアラム語は共通語として広く普及しており、人々の生活に密着した分野において使用されていたことが現存する文書からわかる。パルティア時代のアラム語の主要な史料はトルクメニスタンのニサ（ミトラダトケルタ）の遺跡から発見された、ほぼ同一の定型文で酒壺の内容物を記した2,500点あまりのオストラコンの文書やアルメニアで出土した前180年頃の境界碑文、グルジア（ジョージア）で発見された前2世紀後半のギリシア語との二言語併記碑文などである。
パルティア語はアラム文字で筆記されたが、単純にアルファベットとしてアラム文字が導入されたのみではなく、アラム語そのままに綴ってパルティア語として「訓む」筆記法が用いられていた。これはパルティア語の他、中世ペルシア語やソグド語でも見られる記法で、ウズワーリシュン（訓じられるべきもの、uzwārišn）と呼ばれた。これは例えば「月」という語を表す時、アラム語式にYRH（yarhā、アラム語では母音を筆記しない）と綴り、パルティア語でmāhと訓読するものである。現存する「アラム語文書」には文全体を逐語的にパルティア語で訓読すればそのまま「パルティア語文書」として訓めるものがあり、このために一見してアラム語で読まれたのかパルティア語で訓まれたのかを判別することが困難である。こうした文書の中にはパルティア語の末尾音を示す「送り仮名」の役割をする文字がある単語も見られ、これによってその文書がパルティア語で読まれたことが判別可能である場合もある。イラン研究者の伊藤義教は、パルティア時代の文書では、「一見しただけでは、アラム語にパルティア語詞を借用混書しているかの印象を与えるほど、アラム語の文法やシンタックスが正しく保持されている。」と述べている。
パルティア期にはテキスト全体がアラム語でもパルティア語でも読める程度にアラム語の正しい形を保持していたこうした筆記法は、サーサーン朝期に入ると次第に化石化し、特定のアラム語の単語を決まり事にしたがって訓読するという方式で習慣的に混書されるようになり、アラム語本来の文法的形態は考慮されなくなっていった。

#### その他の言語
パルティアの支配下に入った地域では他にも多数の言語が使用されており、ギリシア語、バビロニア語、ソグド語などがパルティア語と同じく使用されていた。
ギリシア語はパルティア領内に居住するギリシア人によって使用されたのみならず、王が発行する貨幣に刻まれ、バクトリアとの交易で使用された。この言語がイラン人の間にも広く普及していたことはクルディスタンで出土した羊皮紙文書の中にイラン人同士の訴訟事件の判決をギリシア語で記したものが存在することからも知られる。
バビロニア語（アッカド語）は口語としては当時既に死語になりつつあったが、バビロンで作成される天文日誌は伝統に則りバビロニア語で記録され続けた。この天文日誌はパルティア時代の貴重な同時代史料であり、前2世紀から前1世紀のパルティア史研究の基本史料である。

#### 筆記と文学
パルティア人たちが羊皮紙に文字を綴ったことは『史記』「大宛列伝」に記録されている。『史記』は、パルティア人が記録を取る時、「切った革に水平に書く」こと、即ち羊皮紙を使用していることを述べており、この記録は上述した羊皮紙文書の発見によって裏付けられている。パルティアにおける羊皮紙の使用については、『アスールの木（Draxt Asūrīg）』と呼ばれるパルティア語の文学作品からも窺い知ることができる。この作品の中では山羊とアスールの木（棕梠の木）が、どちらの方が人に役立っているかを言い争うが、その中で山羊は自分の皮が紙として使用されることを自慢している。パルティア語で「文書」を意味するdaftarという語は、ギリシア語で「皮」を意味するdiphtherāの借用から来ている。
パルティア時代の間、宮廷の吟遊詩人（ゴーサーン、gōsān）は音楽を伴った口承文学を詠んでいたことが知られている。しかしながら、これらの詩の形で作られた物語は、後のサーサーン朝時代まで書き留められることはなかった。事実として、サーサーン朝時代に書き留められる以前のオリジナルの形で残存するパルティア語の文学は知られていない。ロマンティックな物語『ヴィースとラーミーン』や、カヤーン朝の叙事詩のシリーズは、パルティア時代の口承文学の一部であり、はるか後の時代にまとめられている。パルティア語の文学は文書の形態になっていなかったが、アルサケス朝がギリシア文学に価値を認め、それを重んじていた証拠がある。

## 歴代王
1. アルサケス1世（アルシャク1世） （紀元前247年頃 - 紀元前211年頃）
  - ティリダテス1世（ティルダート1世） （紀元前248年頃 - 紀元前211年頃）
2. アルサケス2世（アルシャク2世、アルタバーン） （紀元前211年頃 - 紀元前191年）
3. プリアパティオス（フリヤパート） （紀元前191年 - 紀元前176年）
4. フラーテス1世（フラハート1世） （紀元前176年 - 紀元前171年）
5. ミトラダテス1世（ミフルダート1世） （紀元前171年 - 紀元前138年）
6. フラーテス2世（フラハート2世） （紀元前139年/138年/137年 - 紀元前128年）
7. アルタバノス1世（アルタバーン1世） （紀元前128年/127年 - 紀元前124年/123年）
8. ミトラダテス2世（ミフルダート2世） （紀元前124年/123年 - 紀元前88年/87年）
9. ゴタルゼス1世（ゴータルズ1世） （紀元前91年 - 紀元前81年/80年）
10. オロデス1世（ウロード1世） （紀元前80年 - 紀元前76年/75年）
11. シナトルケス（サナトルーク） （紀元前76年/75年 - 紀元前70年/69年）
12. フラーテス3世（フラハート3世） （紀元前70年/69年 - 紀元前58年/57年）
13. ミトラダテス3世（ミフルダート3世） （紀元前58年/57年 - 紀元前55年）
14. オロデス2世（ウロード2世） （紀元前57年頃 - 紀元前38年/36年）
  - パコルス1世（バグプフル1世）（紀元前40年頃 - 紀元前38年）
15. フラーテス4世（フラハート4世） （紀元前38年頃 - 紀元前2年）
  - ティリダテス2世（ティルダート2世） （紀元前30年頃 - 紀元前25年）
16. フラーテス5世（フラハート5世） （プラアタケス） （紀元前2年 - 紀元後4年）
  - ムサ （紀元前2年 - 紀元後4年）…プラアテス5世の母であり妻
17. オロデス3世（ウロード3世） （4年 - 6年/7年頃）
18. ヴォノネス1世 （7年/8年 - 12年）
19. アルタバノス2世（アルタバーン2世） （12年 - 38年頃）
  - ティリダテス3世（ティルダート3世） （36年頃）
  - キンナムス （37年頃）
20. ゴタルゼス2世（ゴータルズ2世） （38年頃 - 51年）
21. ヴァルダネス1世（ワルタグネ1世） （39年頃 - 47年/48年）
22. ヴォノネス2世 （51年頃）
23. ヴォロガセス1世（ワルガシュ1世） （51年/52年 - 79年/80年）
  - ヴァルダネス2世（ワルタグネ2世） （55年 - 58年）
  - ヴォロガセス2世（ワルガシュ2世） （77年 - 80年）
24. パコルス2世（バグプフル2世） （78年 - 115年/116年？）
  - アルタバノス3世（アルタバーン3世） （80年 - 81年）
25. オスロエス1世（ホスロー1世） （109年/110年頃 - 128年/129年）
  - パルタマスパテス （117年頃）
  - ヴォロガセス3世（ワルガシュ3世） （105年/106年？ - 147年）
  - ミトラダテス4世（ミフルダート4世） （128年/129年？ - 147？年）
26. ヴォロガセス4世（ワルガシュ4世） （148年 - 192年）
  - オスロエス2世（ホスロー2世） （190年）
27. ヴォロガセス5世（ワルガシュ5世） （191年 - 207年/208年）
28. ヴォロガセス6世（ワルガシュ6世） （207年/208年 - 222年/223年）
29. アルタバノス4世（アルタバーン4世） （213年頃 - 227年）
30. アルタヴァスデス （227年頃 - 228年/229年？）

アルシャク2世をアルタバーン1世とし、以後1世ずつずれて表記される書籍もある。

## 系図
文献を参考に作成。双方の記述で異なる場合は、各王の記事と矛盾しないものを採用した。
|  |  |                 |                 |                 |                 |                 |                 |  |  |                               |                 |                 |                 |                 |                 |  |  |                 |                 |                 |                 |                 |                 |        |        |               |               |               |               |                 |                 |                 |                 |                  |                  |                  |                  |                  |                  |             |             |                 |                 |                 |                 |                 |                 |                 |                 |                  |                 |                 |                 |                 |                 |  |  |  |  |  |  |  |  |  |  |  |  |  |  |  |  |  |  |  |  |  |  |  |  |  |  |  |  |  |  |  |  |
|  |  |                 |                 |                 |                 |                 |                 |  |  |                               |                 |                 |                 |                 |                 |  |  |                 |                 |                 |                 |                 |                 |        |        |               |               |               |               |                 |                 |                 |                 |                  |                  |                  |                  |                  |                  |             |             |                 |                 |                 |                 |                 |                 |                 |                 |                  |                 |                 |                 |                 |                 |  |  |  |  |  |  |  |  |  |  |  |  |  |  |  |  |  |  |  |  |  |  |  |  |  |  |  |  |  |  |  |  |
|  |  | アルサケス1世   | アルサケス1世   | アルサケス1世   | アルサケス1世   | アルサケス1世   | アルサケス1世   |  |  | ティリダテス1世               | ティリダテス1世 | ティリダテス1世 | ティリダテス1世 | ティリダテス1世 | ティリダテス1世 |  |  |                 |                 |                 |                 |                 |                 |        |        |               |               |               |               |                 |                 |                 |                 |                  |                  |                  |                  |                  |                  |             |             |                 |                 |                 |                 |                 |                 |                 |                 |                  |                 |                 |                 |                 |                 |  |  |  |  |  |  |  |  |  |  |  |  |  |  |  |  |  |  |  |  |  |  |  |  |  |  |  |  |  |  |  |  |
|  |  | アルサケス1世   | アルサケス1世   | アルサケス1世   | アルサケス1世   | アルサケス1世   | アルサケス1世   |  |  | ティリダテス1世               | ティリダテス1世 | ティリダテス1世 | ティリダテス1世 | ティリダテス1世 | ティリダテス1世 |  |  |                 |                 |                 |                 |                 |                 |        |        |               |               |               |               |                 |                 |                 |                 |                  |                  |                  |                  |                  |                  |             |             |                 |                 |                 |                 |                 |                 |                 |                 |                  |                 |                 |                 |                 |                 |  |  |  |  |  |  |  |  |  |  |  |  |  |  |  |  |  |  |  |  |  |  |  |  |  |  |  |  |  |  |  |  |
|  |  |                 |                 |                 |                 |                 |                 |  |  | アルサケス2世（アルタバノス） |                 |                 |                 |                 |                 |  |  |                 |                 |                 |                 |                 |                 |        |        |               |               |               |               |                 |                 |                 |                 |                  |                  |                  |                  |                  |                  |             |             |                 |                 |                 |                 |                 |                 |                 |                 |                  |                 |                 |                 |                 |                 |  |  |  |  |  |  |  |  |  |  |  |  |  |  |  |  |  |  |  |  |  |  |  |  |  |  |  |  |  |  |  |  |
|  |  |                 |                 |                 |                 |                 |                 |  |  |                               |                 |                 |                 |                 |                 |  |  |                 |                 |                 |                 |                 |                 |        |        |               |               |               |               |                 |                 |                 |                 |                  |                  |                  |                  |                  |                  |             |             |                 |                 |                 |                 |                 |                 |                 |                 |                  |                 |                 |                 |                 |                 |  |  |  |  |  |  |  |  |  |  |  |  |  |  |  |  |  |  |  |  |  |  |  |  |  |  |  |  |  |  |  |  |
|  |  |                 |                 |                 |                 |                 |                 |  |  | フリアパティウス              |                 |                 |                 |                 |                 |  |  |                 |                 |                 |                 |                 |                 |        |        |               |               |               |               |                 |                 |                 |                 |                  |                  |                  |                  |                  |                  |             |             |                 |                 |                 |                 |                 |                 |                 |                 |                  |                 |                 |                 |                 |                 |  |  |  |  |  |  |  |  |  |  |  |  |  |  |  |  |  |  |  |  |  |  |  |  |  |  |  |  |  |  |  |  |
|  |  |                 |                 |                 |                 |                 |                 |  |  |                               |                 |                 |                 |                 |                 |  |  |                 |                 |                 |                 |                 |                 |        |        |               |               |               |               |                 |                 |                 |                 |                  |                  |                  |                  |                  |                  |             |             |                 |                 |                 |                 |                 |                 |                 |                 |                  |                 |                 |                 |                 |                 |  |  |  |  |  |  |  |  |  |  |  |  |  |  |  |  |  |  |  |  |  |  |  |  |  |  |  |  |  |  |  |  |
|  |  |                 |                 |                 |                 |                 |                 |  |  |                               |                 |                 |                 |                 |                 |  |  |                 |                 |                 |                 |                 |                 |        |        |               |               |               |               |                 |                 |                 |                 |                  |                  |                  |                  |                  |                  |             |             |                 |                 |                 |                 |                 |                 |                 |                 |                  |                 |                 |                 |                 |                 |  |  |  |  |  |  |  |  |  |  |  |  |  |  |  |  |  |  |  |  |  |  |  |  |  |  |  |  |  |  |  |  |
|  |  | プラアテス1世   | プラアテス1世   | プラアテス1世   | プラアテス1世   | プラアテス1世   | プラアテス1世   |  |  | ミトラダテス1世               | ミトラダテス1世 | ミトラダテス1世 | ミトラダテス1世 | ミトラダテス1世 | ミトラダテス1世 |  |  | アルタバヌス1世 | アルタバヌス1世 | アルタバヌス1世 | アルタバヌス1世 | アルタバヌス1世 | アルタバヌス1世 |        |        |               |               |               |               |                 |                 |                 |                 |                  |                  |                  |                  |                  |                  |             |             |                 |                 |                 |                 |                 |                 |                 |                 |                  |                 |                 |                 |                 |                 |  |  |  |  |  |  |  |  |  |  |  |  |  |  |  |  |  |  |  |  |  |  |  |  |  |  |  |  |  |  |  |  |
|  |  | プラアテス1世   | プラアテス1世   | プラアテス1世   | プラアテス1世   | プラアテス1世   | プラアテス1世   |  |  | ミトラダテス1世               | ミトラダテス1世 | ミトラダテス1世 | ミトラダテス1世 | ミトラダテス1世 | ミトラダテス1世 |  |  | アルタバヌス1世 | アルタバヌス1世 | アルタバヌス1世 | アルタバヌス1世 | アルタバヌス1世 | アルタバヌス1世 |        |        |               |               |               |               |                 |                 |                 |                 |                  |                  |                  |                  |                  |                  |             |             |                 |                 |                 |                 |                 |                 |                 |                 |                  |                 |                 |                 |                 |                 |  |  |  |  |  |  |  |  |  |  |  |  |  |  |  |  |  |  |  |  |  |  |  |  |  |  |  |  |  |  |  |  |
|  |  |                 |                 |                 |                 |                 |                 |  |  | プラアテス2世                 | プラアテス2世   | プラアテス2世   | プラアテス2世   | プラアテス2世   | プラアテス2世   |  |  | ミトラダテス2世 | ミトラダテス2世 | ミトラダテス2世 | ミトラダテス2世 | ミトラダテス2世 | ミトラダテス2世 |        |        |               |               |               |               |                 |                 |                 |                 | シナトルケス     | シナトルケス     | シナトルケス     | シナトルケス     | シナトルケス     | シナトルケス     |             |             |                 |                 |                 |                 |                 |                 |                 |                 |                  |                 |                 |                 |                 |                 |  |  |  |  |  |  |  |  |  |  |  |  |  |  |  |  |  |  |  |  |  |  |  |  |  |  |  |  |  |  |  |  |
|  |  |                 |                 |                 |                 |                 |                 |  |  | プラアテス2世                 | プラアテス2世   | プラアテス2世   | プラアテス2世   | プラアテス2世   | プラアテス2世   |  |  | ミトラダテス2世 | ミトラダテス2世 | ミトラダテス2世 | ミトラダテス2世 | ミトラダテス2世 | ミトラダテス2世 |        |        |               |               |               |               |                 |                 |                 |                 | シナトルケス     | シナトルケス     | シナトルケス     | シナトルケス     | シナトルケス     | シナトルケス     |             |             |                 |                 |                 |                 |                 |                 |                 |                 |                  |                 |                 |                 |                 |                 |  |  |  |  |  |  |  |  |  |  |  |  |  |  |  |  |  |  |  |  |  |  |  |  |  |  |  |  |  |  |  |  |
|  |  |                 |                 |                 |                 |                 |                 |  |  |                               |                 |                 |                 |                 |                 |  |  |                 |                 |                 |                 |                 |                 |        |        |               |               |               |               |                 |                 |                 |                 | プラアテス3世    |                  |                  |                  |                  |                  |             |             |                 |                 |                 |                 |                 |                 |                 |                 |                  |                 |                 |                 |                 |                 |  |  |  |  |  |  |  |  |  |  |  |  |  |  |  |  |  |  |  |  |  |  |  |  |  |  |  |  |  |  |  |  |
|  |  |                 |                 |                 |                 |                 |                 |  |  |                               |                 |                 |                 |                 |                 |  |  |                 |                 |                 |                 |                 |                 |        |        |               |               |               |               |                 |                 |                 |                 |                  |                  |                  |                  |                  |                  |             |             |                 |                 |                 |                 |                 |                 |                 |                 |                  |                 |                 |                 |                 |                 |  |  |  |  |  |  |  |  |  |  |  |  |  |  |  |  |  |  |  |  |  |  |  |  |  |  |  |  |  |  |  |  |
|  |  |                 |                 |                 |                 |                 |                 |  |  |                               |                 |                 |                 |                 |                 |  |  |                 |                 |                 |                 |                 |                 |        |        |               |               |               |               |                 |                 |                 |                 |                  |                  |                  |                  |                  |                  |             |             |                 |                 |                 |                 |                 |                 |                 |                 |                  |                 |                 |                 |                 |                 |  |  |  |  |  |  |  |  |  |  |  |  |  |  |  |  |  |  |  |  |  |  |  |  |  |  |  |  |  |  |  |  |
|  |  |                 |                 |                 |                 |                 |                 |  |  |                               |                 |                 |                 |                 |                 |  |  |                 |                 |                 |                 |                 |                 |        |        |               |               |               |               | ミトラダテス3世 | ミトラダテス3世 | ミトラダテス3世 | ミトラダテス3世 | ミトラダテス3世  | ミトラダテス3世  |                  |                  | オロデス2世      | オロデス2世      | オロデス2世 | オロデス2世 | オロデス2世     | オロデス2世     |                 |                 |                 |                 |                 |                 |                  |                 |                 |                 |                 |                 |  |  |  |  |  |  |  |  |  |  |  |  |  |  |  |  |  |  |  |  |  |  |  |  |  |  |  |  |  |  |  |  |
|  |  |                 |                 |                 |                 |                 |                 |  |  |                               |                 |                 |                 |                 |                 |  |  |                 |                 |                 |                 |                 |                 |        |        |               |               |               |               | ミトラダテス3世 | ミトラダテス3世 | ミトラダテス3世 | ミトラダテス3世 | ミトラダテス3世  | ミトラダテス3世  |                  |                  | オロデス2世      | オロデス2世      | オロデス2世 | オロデス2世 | オロデス2世     | オロデス2世     |                 |                 |                 |                 |                 |                 |                  |                 |                 |                 |                 |                 |  |  |  |  |  |  |  |  |  |  |  |  |  |  |  |  |  |  |  |  |  |  |  |  |  |  |  |  |  |  |  |  |
|  |  |                 |                 |                 |                 |                 |                 |  |  |                               |                 |                 |                 |                 |                 |  |  |                 |                 |                 |                 |                 |                 |        |        |               |               |               |               |                 |                 |                 |                 |                  |                  |                  |                  |                  |                  |             |             |                 |                 |                 |                 |                 |                 |                 |                 |                  |                 |                 |                 |                 |                 |  |  |  |  |  |  |  |  |  |  |  |  |  |  |  |  |  |  |  |  |  |  |  |  |  |  |  |  |  |  |  |  |
|  |  |                 |                 |                 |                 |                 |                 |  |  |                               |                 |                 |                 |                 |                 |  |  |                 |                 |                 |                 |                 |                 |        |        |               |               |               |               |                 |                 |                 |                 | パコルス1世      | パコルス1世      | パコルス1世      | パコルス1世      | パコルス1世      | パコルス1世      |             |             | プラアテス4世   | プラアテス4世   | プラアテス4世   | プラアテス4世   | プラアテス4世   | プラアテス4世   |                 |                 |                  |                 |                 |                 |                 |                 |  |  |  |  |  |  |  |  |  |  |  |  |  |  |  |  |  |  |  |  |  |  |  |  |  |  |  |  |  |  |  |  |
|  |  |                 |                 |                 |                 |                 |                 |  |  |                               |                 |                 |                 |                 |                 |  |  |                 |                 |                 |                 |                 |                 |        |        |               |               |               |               |                 |                 |                 |                 | パコルス1世      | パコルス1世      | パコルス1世      | パコルス1世      | パコルス1世      | パコルス1世      |             |             | プラアテス4世   | プラアテス4世   | プラアテス4世   | プラアテス4世   | プラアテス4世   | プラアテス4世   |                 |                 |                  |                 |                 |                 |                 |                 |  |  |  |  |  |  |  |  |  |  |  |  |  |  |  |  |  |  |  |  |  |  |  |  |  |  |  |  |  |  |  |  |
|  |  |                 |                 |                 |                 |                 |                 |  |  |                               |                 |                 |                 |                 |                 |  |  |                 |                 |                 |                 |                 |                 |        |        |               |               |               |               |                 |                 |                 |                 |                  |                  |                  |                  |                  |                  |             |             |                 |                 |                 |                 |                 |                 |                 |                 |                  |                 |                 |                 |                 |                 |  |  |  |  |  |  |  |  |  |  |  |  |  |  |  |  |  |  |  |  |  |  |  |  |  |  |  |  |  |  |  |  |
|  |  |                 |                 |                 |                 |                 |                 |  |  |                               |                 |                 |                 |                 |                 |  |  |                 |                 |                 |                 |                 |                 |        |        |               |               |               |               |                 |                 |                 |                 | ヴォノネス1世    | ヴォノネス1世    | ヴォノネス1世    | ヴォノネス1世    | ヴォノネス1世    | ヴォノネス1世    |             |             | プラアテス5世   | プラアテス5世   | プラアテス5世   | プラアテス5世   | プラアテス5世   | プラアテス5世   |                 |                 | ?                | ?               | ?               | ?               | ?               | ?               |  |  |  |  |  |  |  |  |  |  |  |  |  |  |  |  |  |  |  |  |  |  |  |  |  |  |  |  |  |  |  |  |
|  |  |                 |                 |                 |                 |                 |                 |  |  |                               |                 |                 |                 |                 |                 |  |  |                 |                 |                 |                 |                 |                 |        |        |               |               |               |               |                 |                 |                 |                 | ヴォノネス1世    | ヴォノネス1世    | ヴォノネス1世    | ヴォノネス1世    | ヴォノネス1世    | ヴォノネス1世    |             |             | プラアテス5世   | プラアテス5世   | プラアテス5世   | プラアテス5世   | プラアテス5世   | プラアテス5世   |                 |                 | ?                | ?               | ?               | ?               | ?               | ?               |  |  |  |  |  |  |  |  |  |  |  |  |  |  |  |  |  |  |  |  |  |  |  |  |  |  |  |  |  |  |  |  |
|  |  |                 |                 |                 |                 |                 |                 |  |  |                               |                 |                 |                 |                 |                 |  |  |                 |                 |                 |                 |                 |                 |        |        |               |               |               |               |                 |                 |                 |                 |                  |                  |                  |                  |                  |                  |             |             |                 |                 |                 |                 |                 |                 |                 |                 | ティリダテス3世  |                 |                 |                 |                 |                 |  |  |  |  |  |  |  |  |  |  |  |  |  |  |  |  |  |  |  |  |  |  |  |  |  |  |  |  |  |  |  |  |
|  |  |                 |                 |                 |                 |                 |                 |  |  |                               |                 |                 |                 |                 |                 |  |  |                 |                 |                 |                 |                 |                 |        |        |               |               |               |               |                 |                 |                 |                 |                  |                  |                  |                  |                  |                  |             |             |                 |                 |                 |                 |                 |                 |                 |                 |                  |                 |                 |                 |                 |                 |  |  |  |  |  |  |  |  |  |  |  |  |  |  |  |  |  |  |  |  |  |  |  |  |  |  |  |  |  |  |  |  |
|  |  | アルタバヌス2世 | アルタバヌス2世 | アルタバヌス2世 | アルタバヌス2世 | アルタバヌス2世 | アルタバヌス2世 |  |  |                               |                 |                 |                 |                 |                 |  |  |                 |                 |                 |                 | ギュー          | ギュー          | ギュー | ギュー | ギュー        | ギュー        |               |               |                 |                 |                 |                 |                  |                  |                  |                  |                  |                  |             |             |                 |                 |                 |                 |                 |                 |                 |                 |                  |                 |                 |                 |                 |                 |  |  |  |  |  |  |  |  |  |  |  |  |  |  |  |  |  |  |  |  |  |  |  |  |  |  |  |  |  |  |  |  |
|  |  | アルタバヌス2世 | アルタバヌス2世 | アルタバヌス2世 | アルタバヌス2世 | アルタバヌス2世 | アルタバヌス2世 |  |  |                               |                 |                 |                 |                 |                 |  |  |                 |                 |                 |                 | ギュー          | ギュー          | ギュー | ギュー | ギュー        | ギュー        |               |               |                 |                 |                 |                 |                  |                  |                  |                  |                  |                  |             |             |                 |                 |                 |                 |                 |                 |                 |                 |                  |                 |                 |                 |                 |                 |  |  |  |  |  |  |  |  |  |  |  |  |  |  |  |  |  |  |  |  |  |  |  |  |  |  |  |  |  |  |  |  |
|  |  |                 |                 |                 |                 |                 |                 |  |  |                               |                 |                 |                 |                 |                 |  |  |                 |                 |                 |                 |                 |                 |        |        |               |               |               |               |                 |                 |                 |                 |                  |                  |                  |                  |                  |                  |             |             |                 |                 |                 |                 |                 |                 |                 |                 |                  |                 |                 |                 |                 |                 |  |  |  |  |  |  |  |  |  |  |  |  |  |  |  |  |  |  |  |  |  |  |  |  |  |  |  |  |  |  |  |  |
|  |  | ヴァルダネス1世 | ヴァルダネス1世 | ヴァルダネス1世 | ヴァルダネス1世 | ヴァルダネス1世 | ヴァルダネス1世 |  |  |                               |                 |                 |                 |                 |                 |  |  | ゴタルゼス2世   | ゴタルゼス2世   | ゴタルゼス2世   | ゴタルゼス2世   | ゴタルゼス2世   | ゴタルゼス2世   |        |        | ヴォノネス2世 | ヴォノネス2世 | ヴォノネス2世 | ヴォノネス2世 | ヴォノネス2世   | ヴォノネス2世   |                 |                 |                  |                  |                  |                  |                  |                  |             |             |                 |                 |                 |                 |                 |                 |                 |                 |                  |                 |                 |                 |                 |                 |  |  |  |  |  |  |  |  |  |  |  |  |  |  |  |  |  |  |  |  |  |  |  |  |  |  |  |  |  |  |  |  |
|  |  | ヴァルダネス1世 | ヴァルダネス1世 | ヴァルダネス1世 | ヴァルダネス1世 | ヴァルダネス1世 | ヴァルダネス1世 |  |  |                               |                 |                 |                 |                 |                 |  |  | ゴタルゼス2世   | ゴタルゼス2世   | ゴタルゼス2世   | ゴタルゼス2世   | ゴタルゼス2世   | ゴタルゼス2世   |        |        | ヴォノネス2世 | ヴォノネス2世 | ヴォノネス2世 | ヴォノネス2世 | ヴォノネス2世   | ヴォノネス2世   |                 |                 |                  |                  |                  |                  |                  |                  |             |             |                 |                 |                 |                 |                 |                 |                 |                 |                  |                 |                 |                 |                 |                 |  |  |  |  |  |  |  |  |  |  |  |  |  |  |  |  |  |  |  |  |  |  |  |  |  |  |  |  |  |  |  |  |
|  |  |                 |                 |                 |                 |                 |                 |  |  |                               |                 |                 |                 |                 |                 |  |  |                 |                 |                 |                 |                 |                 |        |        |               |               |               |               |                 |                 |                 |                 |                  |                  |                  |                  |                  |                  |             |             |                 |                 |                 |                 |                 |                 |                 |                 |                  |                 |                 |                 |                 |                 |  |  |  |  |  |  |  |  |  |  |  |  |  |  |  |  |  |  |  |  |  |  |  |  |  |  |  |  |  |  |  |  |
|  |  |                 |                 |                 |                 |                 |                 |  |  |                               |                 |                 |                 |                 |                 |  |  | ヴォロガセス1世 | ヴォロガセス1世 | ヴォロガセス1世 | ヴォロガセス1世 | ヴォロガセス1世 | ヴォロガセス1世 |        |        | パコルス2世   | パコルス2世   | パコルス2世   | パコルス2世   | パコルス2世     | パコルス2世     |                 |                 | オスロエス1世    | オスロエス1世    | オスロエス1世    | オスロエス1世    | オスロエス1世    | オスロエス1世    |             |             | ミトラダテス4世 | ミトラダテス4世 | ミトラダテス4世 | ミトラダテス4世 | ミトラダテス4世 | ミトラダテス4世 |                 |                 | ヴォロガセス3世  | ヴォロガセス3世 | ヴォロガセス3世 | ヴォロガセス3世 | ヴォロガセス3世 | ヴォロガセス3世 |  |  |  |  |  |  |  |  |  |  |  |  |  |  |  |  |  |  |  |  |  |  |  |  |  |  |  |  |  |  |  |  |
|  |  |                 |                 |                 |                 |                 |                 |  |  |                               |                 |                 |                 |                 |                 |  |  | ヴォロガセス1世 | ヴォロガセス1世 | ヴォロガセス1世 | ヴォロガセス1世 | ヴォロガセス1世 | ヴォロガセス1世 |        |        | パコルス2世   | パコルス2世   | パコルス2世   | パコルス2世   | パコルス2世     | パコルス2世     |                 |                 | オスロエス1世    | オスロエス1世    | オスロエス1世    | オスロエス1世    | オスロエス1世    | オスロエス1世    |             |             | ミトラダテス4世 | ミトラダテス4世 | ミトラダテス4世 | ミトラダテス4世 | ミトラダテス4世 | ミトラダテス4世 |                 |                 | ヴォロガセス3世  | ヴォロガセス3世 | ヴォロガセス3世 | ヴォロガセス3世 | ヴォロガセス3世 | ヴォロガセス3世 |  |  |  |  |  |  |  |  |  |  |  |  |  |  |  |  |  |  |  |  |  |  |  |  |  |  |  |  |  |  |  |  |
|  |  |                 |                 |                 |                 |                 |                 |  |  |                               |                 |                 |                 |                 |                 |  |  |                 |                 |                 |                 |                 |                 |        |        |               |               |               |               |                 |                 |                 |                 |                  |                  |                  |                  |                  |                  |             |             |                 |                 |                 |                 |                 |                 |                 |                 |                  |                 |                 |                 |                 |                 |  |  |  |  |  |  |  |  |  |  |  |  |  |  |  |  |  |  |  |  |  |  |  |  |  |  |  |  |  |  |  |  |
|  |  |                 |                 |                 |                 |                 |                 |  |  | ヴァルダネス2世               | ヴァルダネス2世 | ヴァルダネス2世 | ヴァルダネス2世 | ヴァルダネス2世 | ヴァルダネス2世 |  |  | ヴォロガセス2世 | ヴォロガセス2世 | ヴォロガセス2世 | ヴォロガセス2世 | ヴォロガセス2世 | ヴォロガセス2世 |        |        |               |               |               |               |                 |                 |                 |                 | パルタマスパテス | パルタマスパテス | パルタマスパテス | パルタマスパテス | パルタマスパテス | パルタマスパテス |             |             |                 |                 |                 |                 | ヴォロガセス4世 | ヴォロガセス4世 | ヴォロガセス4世 | ヴォロガセス4世 | ヴォロガセス4世  | ヴォロガセス4世 |                 |                 |                 |                 |  |  |  |  |  |  |  |  |  |  |  |  |  |  |  |  |  |  |  |  |  |  |  |  |  |  |  |  |  |  |  |  |
|  |  |                 |                 |                 |                 |                 |                 |  |  | ヴァルダネス2世               | ヴァルダネス2世 | ヴァルダネス2世 | ヴァルダネス2世 | ヴァルダネス2世 | ヴァルダネス2世 |  |  | ヴォロガセス2世 | ヴォロガセス2世 | ヴォロガセス2世 | ヴォロガセス2世 | ヴォロガセス2世 | ヴォロガセス2世 |        |        |               |               |               |               |                 |                 |                 |                 | パルタマスパテス | パルタマスパテス | パルタマスパテス | パルタマスパテス | パルタマスパテス | パルタマスパテス |             |             |                 |                 |                 |                 | ヴォロガセス4世 | ヴォロガセス4世 | ヴォロガセス4世 | ヴォロガセス4世 | ヴォロガセス4世  | ヴォロガセス4世 |                 |                 |                 |                 |  |  |  |  |  |  |  |  |  |  |  |  |  |  |  |  |  |  |  |  |  |  |  |  |  |  |  |  |  |  |  |  |
|  |  |                 |                 |                 |                 |                 |                 |  |  |                               |                 |                 |                 |                 |                 |  |  |                 |                 |                 |                 |                 |                 |        |        |               |               |               |               |                 |                 |                 |                 |                  |                  |                  |                  |                  |                  |             |             |                 |                 |                 |                 | ヴォロガセス5世 |                 |                 |                 |                  |                 |                 |                 |                 |                 |  |  |  |  |  |  |  |  |  |  |  |  |  |  |  |  |  |  |  |  |  |  |  |  |  |  |  |  |  |  |  |  |
|  |  |                 |                 |                 |                 |                 |                 |  |  |                               |                 |                 |                 |                 |                 |  |  |                 |                 |                 |                 |                 |                 |        |        |               |               |               |               |                 |                 |                 |                 |                  |                  |                  |                  |                  |                  |             |             |                 |                 |                 |                 |                 |                 |                 |                 |                  |                 |                 |                 |                 |                 |  |  |  |  |  |  |  |  |  |  |  |  |  |  |  |  |  |  |  |  |  |  |  |  |  |  |  |  |  |  |  |  |
|  |  |                 |                 |                 |                 |                 |                 |  |  |                               |                 |                 |                 |                 |                 |  |  |                 |                 |                 |                 |                 |                 |        |        |               |               |               |               |                 |                 |                 |                 |                  |                  |                  |                  |                  |                  |             |             |                 |                 |                 |                 |                 |                 |                 |                 |                  |                 |                 |                 |                 |                 |  |  |  |  |  |  |  |  |  |  |  |  |  |  |  |  |  |  |  |  |  |  |  |  |  |  |  |  |  |  |  |  |
|  |  |                 |                 |                 |                 |                 |                 |  |  |                               |                 |                 |                 |                 |                 |  |  |                 |                 |                 |                 |                 |                 |        |        |               |               |               |               |                 |                 |                 |                 |                  |                  |                  |                  |                  |                  |             |             | ヴォロガセス6世 | ヴォロガセス6世 | ヴォロガセス6世 | ヴォロガセス6世 | ヴォロガセス6世 | ヴォロガセス6世 |                 |                 | アルタバヌス4世  | アルタバヌス4世 | アルタバヌス4世 | アルタバヌス4世 | アルタバヌス4世 | アルタバヌス4世 |  |  |  |  |  |  |  |  |  |  |  |  |  |  |  |  |  |  |  |  |  |  |  |  |  |  |  |  |  |  |  |  |
|  |  |                 |                 |                 |                 |                 |                 |  |  |                               |                 |                 |                 |                 |                 |  |  |                 |                 |                 |                 |                 |                 |        |        |               |               |               |               |                 |                 |                 |                 |                  |                  |                  |                  |                  |                  |             |             | ヴォロガセス6世 | ヴォロガセス6世 | ヴォロガセス6世 | ヴォロガセス6世 | ヴォロガセス6世 | ヴォロガセス6世 |                 |                 | アルタバヌス4世  | アルタバヌス4世 | アルタバヌス4世 | アルタバヌス4世 | アルタバヌス4世 | アルタバヌス4世 |  |  |  |  |  |  |  |  |  |  |  |  |  |  |  |  |  |  |  |  |  |  |  |  |  |  |  |  |  |  |  |  |
|  |  |                 |                 |                 |                 |                 |                 |  |  |                               |                 |                 |                 |                 |                 |  |  |                 |                 |                 |                 |                 |                 |        |        |               |               |               |               |                 |                 |                 |                 |                  |                  |                  |                  |                  |                  |             |             |                 |                 |                 |                 |                 |                 |                 |                 | アルタヴァスデス |                 |                 |                 |                 |                 |  |  |  |  |  |  |  |  |  |  |  |  |  |  |  |  |  |  |  |  |  |  |  |  |  |  |  |  |  |  |  |  |